# Латышские стрелки
Латы́шские стрелки́ (латыш. Latviešu strēlnieki) — личный состав латышских стрелковых частей русской армии, созданных для обороны Курляндской и Лифляндской губерний Российской империи от вторжения германских войск в годы Первой мировой войны.
Латышские стрелковые части сформировали в 1915—1916 годах в основном из жителей Лифляндской и Курляндской губерний. В ходе боевых действий они проявили исключительную стойкость. После Октябрьской революции бо́льшая часть латышских стрелков поддержала большевиков. 13 апреля 1918 года латышские стрелковые полки были сведены в Латышскую стрелковую советскую дивизию, которая стала первой регулярной дивизией в Красной армии. С 12 января 1919 года она именовалась как 1-я стрелковая дивизия Армии Советской Латвии, с 26 июня до 8 июля 1919 года и с 3 августа 1919 года — Латышская стрелковая дивизия, с 8 июля до 3 августа 1919 года — 53-я стрелковая дивизия. Латышские стрелки использовались в Красной армии как чрезвычайно боеспособная сила: их полки и отдельные отряды действовали на разных фронтах Гражданской войны в России.
Многие командиры и даже рядовые бойцы латышских стрелковых полков достигли руководящих постов в Красной армии и советских органах власти. Так, первым главнокомандующим Вооружёнными силами РСФСР стал И. И. Вацетис (занимал эту должность с сентября 1918 года по июль 1919 года), первым начальником ГУЛАГа — бывший латышский стрелок Ф. И. Эйхманс, первым директором треста «Дальстрой» — Э. П. Берзин, а в 1929—1932 годах начальником Высшей тактическо-стрелковой школы командного состава РККА «Выстрел» являлся бывший командир Латышской стрелковой дивизии К. А. Стуцка.
В состав армии адмирала Колчака некоторое время также входила латышская стрелковая часть — Троицкий Латышский батальон. Помимо этого, под контролем французской военной миссии при правительстве Колчака во Владивостоке был сформирован латышский Имантский полк. Эти воинские части практически не принимали участие в боевых действиях, в основном неся караульную службу.

## Первая мировая война

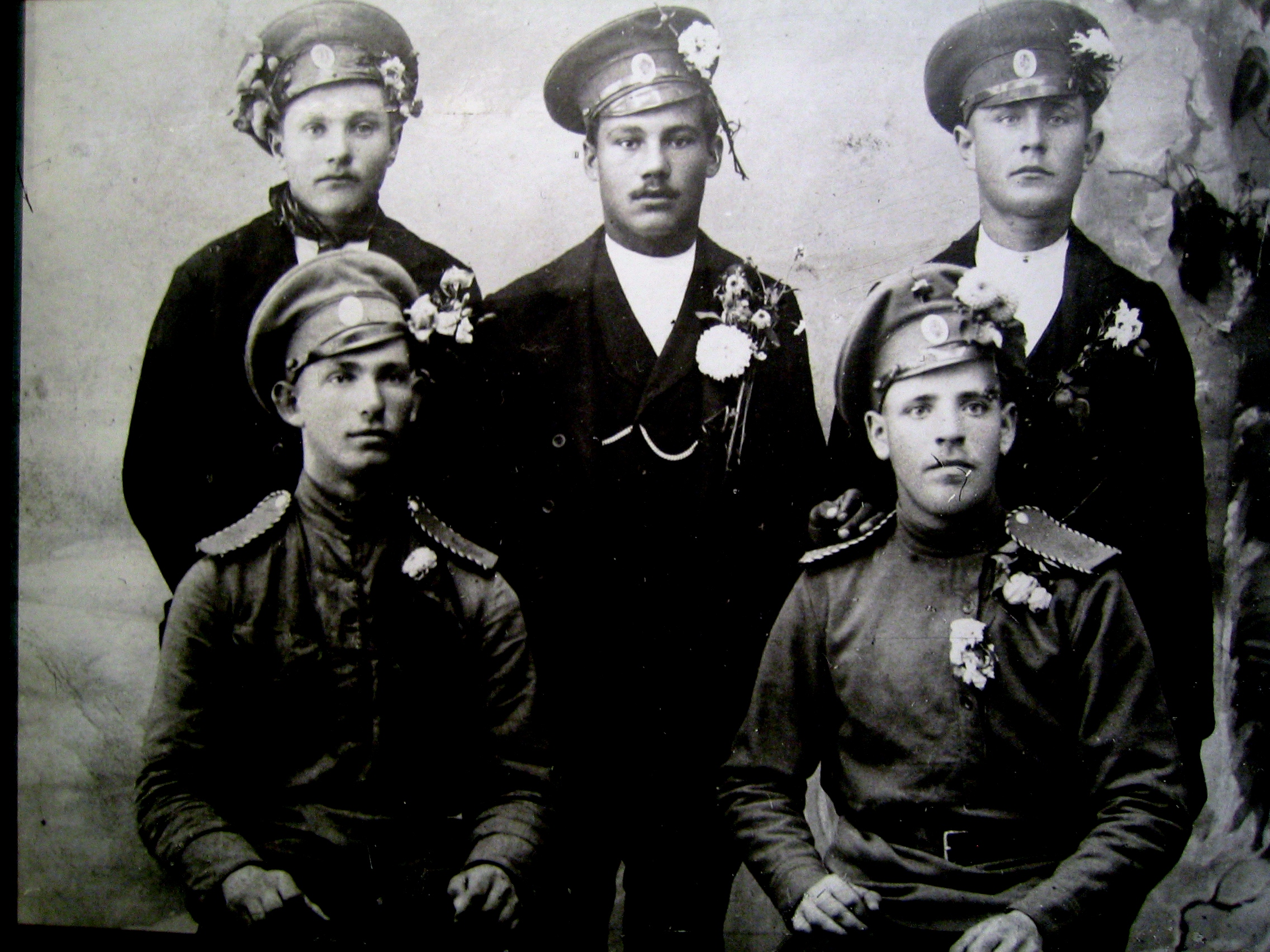
Добровольцы 3-го Курземского латышского стрелкового батальона.
1915 год

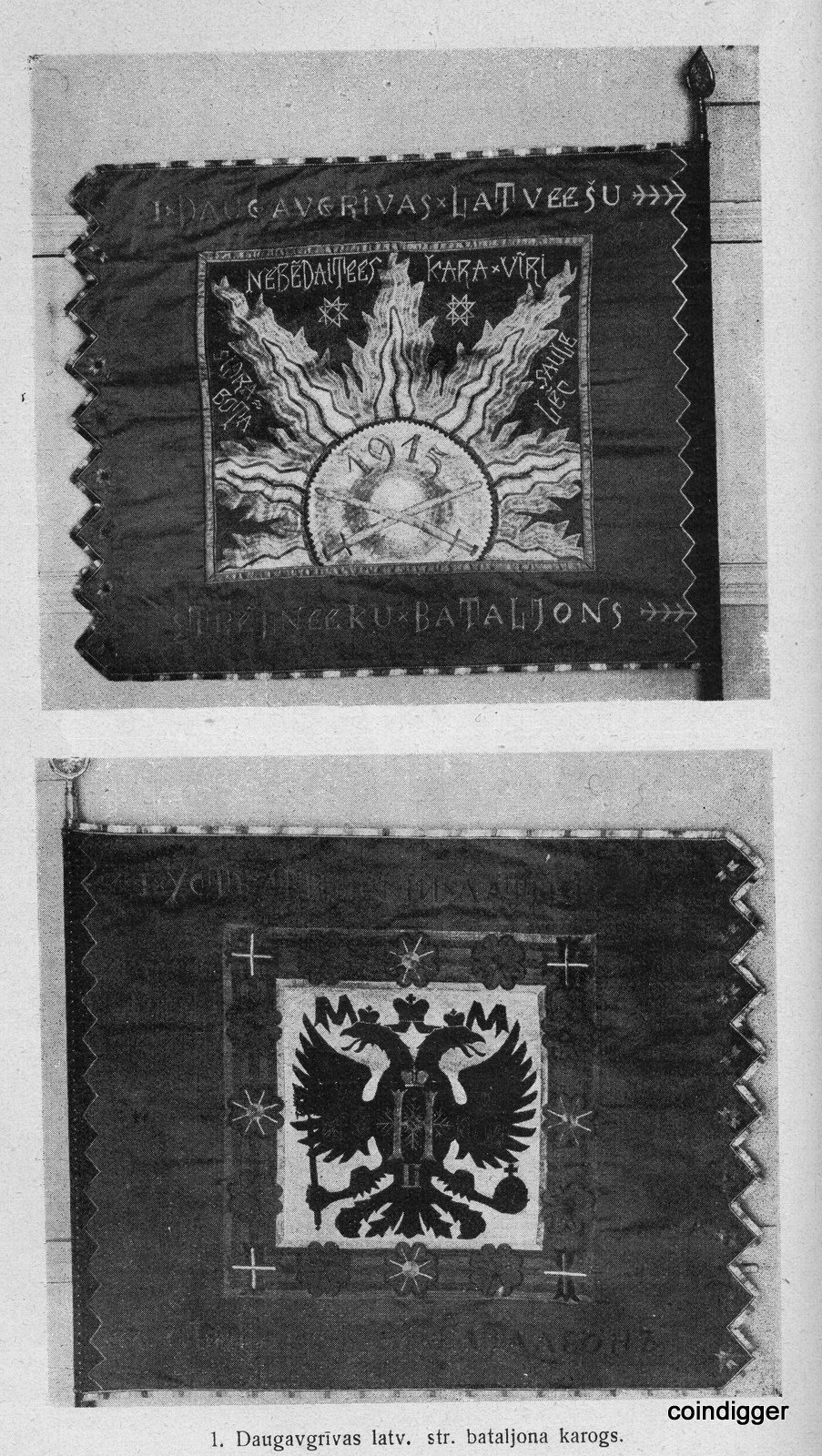
Знамя 1-го Усть-Двинского латышского стрелкового батальона.
1915 год

### Создание латышских стрелковых частей
17 (30) июля 1914 года, в самом начале Первой мировой войны, в Российской империи была объявлена всеобщая мобилизация [фактически она началась на следующий день — 18 (31) июля — и в том числе затронула жителей Прибалтийского края]. Большинство мобилизованных латышей направили в 20-й армейский корпус, часть — в 18-й армейский корпус (в августе 1914 года его передали в состав Юго-Западного фронта), в 25-ю пехотную дивизию 3-го армейского корпуса и в гарнизон Усть-Двинской крепости.
В конце 1914 года в Усть-Двинской крепости сформировали два сводных ополченских батальона, состоявших из мобилизованных жителей города Риги и её окрестностей, а также из жителей Курляндии. Эти батальоны отличились в боях на территории Западной Литвы и при обороне Митавы (апрель 1915 года).
Весной 1915 года германская армия в ходе наступления вторглась в Западную Литву и Курляндию. 25 апреля (8 мая) 1915 года немцы захватили Либаву, фронт стабилизировался примерно вдоль реки Виндавы (Венты). В начале июля того же года германские войска начали новое наступление — они форсировали реку Виндаву и за несколько дней овладели городами Гольдинген, Виндава, Доблен, Туккум, а 19 июля (1 августа) пала Митава. Быстрое немецкое наступление привело к массовому исходу беженцев, устремившихся из Курляндии в Лифляндскую и Витебскую губернии, и дальше, в центральные районы России, на Урал и в Сибирь.
В апреле 1915 года группа студентов Рижского политехнического института предложила сформировать из латышей-студентов военные команды разведчиков и связи.
19 мая (1 июня) 1915 года в Риге по инициативе депутата Государственной думы России Я. Голдманиса состоялось совещание видных латышских общественных деятелей, поддержавшее идею создания латышских воинских подразделений. Кроме Голдманиса в совещании приняли участие депутат Государственной думы Я. Залитис, присяжные поверенные А. Берг, Г. Кемпелис, В. Замуэл и др.

Уже 28 мая (10 июня) 1915 года Я. Голдманис обратился с письмом к Верховному главнокомандующему русской армией великому князю Николаю Николаевичу, в котором он, ссылаясь на проявленную в недавних боях стойкость латышских ополченцев, просил разрешения сформировать латышские добровольческие дружины (подобное прошение было подано им и в штаб Северо-Западного фронта). Также Голдманис обратился с письмом к исполняющему должность начальника Генерального штаба генералу от инфантерии М. А. Беляеву, в котором, в частности, отмечал: 
События последних дней особенно усилили это естественное стремление латышского народа, и в целях его осуществления представители его обратились ко мне с просьбой довести до сведения надлежащих властей об искреннем желании латышей подняться на защиту России от наглого врага путём формирования особых боевых латышских дружин из добровольцев латышской молодёжи…
15 (28) июля 1915 года прикомандированный к штабу Северо-Западного фронта полковник Генерального штаба Косяков также составил развёрнутую докладную записку, адресованную главнокомандующему армиями фронта генералу от инфантерии М. В. Алексееву, в защиту идеи формирования латышских национальных частей.
Несмотря на сопротивление курляндского и лифляндского губернаторов, в условиях наступления германских войск, оккупации ими большей части Курляндии и их приближения к Риге, 19 июля (1 августа) 1915 года главнокомандующий армиями Северо-Западного фронта М. В. Алексеев в соответствии с указанием Верховного главнокомандующего великого князя Николая Николаевича подписал приказ о формировании двух латышских стрелковых батальонов — 1-го Усть-Двинского и 2-го Рижского. Одновременно официально начал свою деятельность Организационный комитет латышских стрелковых батальонов во главе с Я. Голдманисом. 7 (20) августа 1915 года Верховным главнокомандующим русской армии великим князем Николаем Николаевичем было утверждено «Временное положение о латышских стрелковых батальонах».
В начале августа 1915 года Организационный комитет латышских стрелковых батальонов опубликовал воззвание «Собирайтесь под латышские знамёна!», в котором провозглашалась главная цель создания этих формирований: «Латышские полки будут служить освобождению и защите Латвии, чтобы она и впредь процветала как неотделимая часть могучей России». Это воззвание подписали депутаты Государственной думы Я. Голдманис и Я. Залитис.
Пунктом формирования латышских частей избрали Усть-Двинскую крепость. Их личный состав предполагалось набирать из добровольцев (кадровой основой для первых двух латышских батальонов должны были стать 160 нижних чинов, выделяемых 1-м и 2-м сводными Усть-Двинскими батальонами). Командный состав латышских батальонов по большей части комплектовался путём перевода из других частей русской армии офицеров-латышей. Также в эти части могли переводиться по собственному желанию состоящие на службе в войсках латыши из вольноопределяющихся. Помимо общепринятого в армии русского языка, в латышских батальонах допускались команды на латышском языке (он также допускался и при обучении солдат).
Латышские стрелковые батальоны формировались в соответствии с утверждённым приказом Верховного главнокомандующего от 7 (20) августа 1915 года № 688 временным штатом. Каждый батальон состоял из четырёх рот (по 246 человек в каждой роте) и пяти команд: пулемётной команды (первоначально была вооружена 4 пулемётами), команды для связи, команды пеших разведчиков и самокатчиков, конно-подрывной команды разведчиков и нестроевой (хозяйственной) команды. Всего в батальоне по штату полагалось иметь 1286 человек, в том числе 26 офицеров, 6 военных чиновников, 8 вольноопределяющихся и 1246 нижних чинов.
Патриотический подъём среди латышского населения, особенно молодёжи, был столь велик, что в два формирующихся национальных батальона их командование не смогло принять всех желающих. Поэтому Организационный комитет в августе 1915 года подал запрос командованию фронта и получил разрешение сформировать 3-й Курземский латышский стрелковый батальон. В начале сентября было разрешено сформировать также 4-й Видземский латышский стрелковый батальон. Всего до конца 1915 года в латышские стрелковые батальоны записались 6292 добровольца. Так как основной контингент добровольцев составляла молодёжь, ранее не служившая в армии, то батальоны пришлось доукомплектовывать солдатами-латышами из других фронтовых и тыловых частей.
Мобилизационная кампания и большой приток добровольцев в стрелковые батальоны обеспечили им стабильный социальный состав, который практически не менялся за всё время Первой мировой войны. Обработанные архивные данные восьми латышских стрелковых батальонов (в 1916 году они были развёрнуты в полки) позволяют выявить социальный портрет латышского стрелка. Так, к началу 1916 года в 4-м Видземском латышском стрелковом батальоне находилось 1326 стрелков, среди которых рабочих и ремесленников было 42,2 %, а крестьян — 38,2 %. Примерно таким же был социальный состав остальных латышских стрелковых батальонов. По этническому составу батальоны на 90 % состояли из латышей. Кроме того, вместе с латышами как добровольцы или мобилизованные в эти батальоны попали также эстонцы, литовцы, русские и представители других национальностей. Почти все стрелки умели читать и писать, число неграмотных не превышало 2 %.
В составе 12-й армии латышские стрелки занимают оборону на Рижском участке Северного фронта. В октябре — ноябре 1915 года они принимают участие в боях на подступах к Риге — у Тирельского болота под Олаем, на реке Миссе и под Шлоком, весной 1916 года — в районе Кеккау. В апреле — сентябре 1916 года стрелки сражаются на «Острове смерти», недалеко от Икскюля. Особое мужество было проявлено ими в декабре 1916 года в ходе Митавской операции русской армии. В январе 1917 года латышские стрелки участвуют в ожесточённых боях, отражая немецкое контрнаступление, а в августе того же года они отличились в оборонительных боях под Ригой.
Всего, по данным латвийской «Национальной энциклопедии», в 1915—1917 годах латышские стрелковые части потеряли около 19,9 тыс. человек, из них: около 4 тыс. чел. — убитыми, около 11,7 тыс. чел. — ранеными и около 4,2 тыс. чел. — пропавшими без вести.

### 1915 год

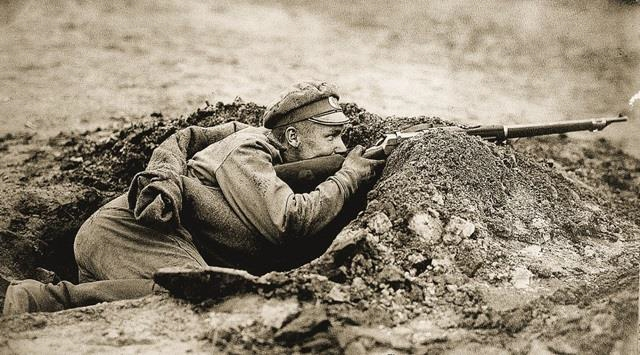
Латышский стрелок с винтовкой системы «Винчестер» образца 1895 года

10 (23) октября 1915 года 1-й Усть-Двинский латышский стрелковый батальон был отправлен на фронт — первая и четвёртая роты в район Олая, а вторая и третья — к югу от озера Бабит. Первые бои произошли 12 (25) октября близ лесничества Мангель (ныне хутор Мангали), около Тирельского болота, и в ночь на 17 (30) октября недалеко от Плаканена (ныне Плаканциемс), на берегу реки Миссе, где латышским стрелкам удалось отбросить немецкие войска. 15 (28) октября 1915 года в доме Латышского общества в Риге прошёл траурный митинг, а затем состоялись похороны первых трёх стрелков, погибших у Тирельского болота, на специально отведённом месте рядом с городским Лесным кладбищем (позднее здесь, где продолжат хоронить погибших солдат, будет создан мемориальный комплекс Братского кладбища).
В ночь на 18 (31) октября 1915 года в район Шлока прибыл 2-й Рижский латышский стрелковый батальон, и уже днём его атаковали немецкие войска. А 22 октября (4 ноября) 1915 года в бой вступил 3-й Курземский батальон.
Осенью 1915 года командование Северного фронта решило сформировать ещё четыре латышских стрелковых батальона, также был создан Латышский запасный батальон [в дальнейшем согласно приказу начальника Штаба Верховного главнокомандующего от 6 (19) ноября 1915 года № 216 при Латышском запасном батальоне предписано иметь учебную команду (для подготовки унтер-офицеров)].
Главным итогом боевых действий на Северном фронте в 1915 году явилась стабилизация линии фронта под Ригой. С захватом Риги для немцев открылся бы свободный путь на Петроград — столицу Российской империи.

### 1916 год

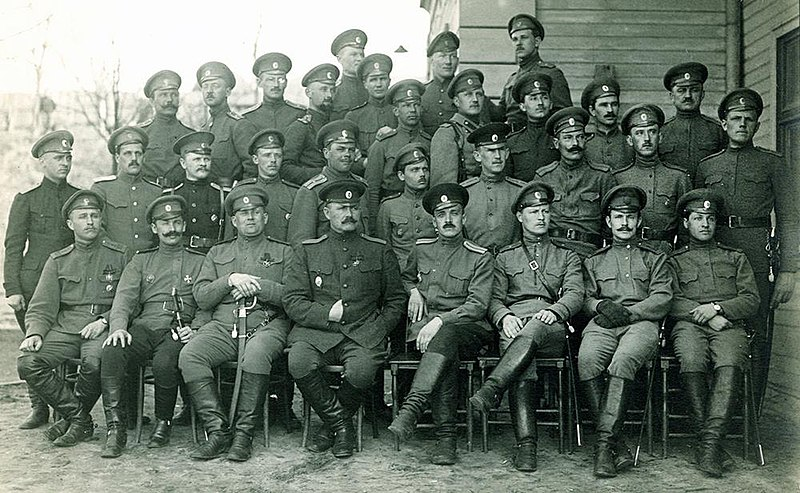
Офицеры 1-го Усть-Двинского латышского стрелкового батальона.
1916 год

В начале апреля 1916 года 3-й Курземский латышский стрелковый батальон прибыл в помощь другим частям русской армии для обороны небольшого плацдарма на левом берегу Западной Двины близ Икскюля, позже названного «Островом смерти» из-за понесённых там больших потерь (через три недели его сменил 2-й Рижский латышский стрелковый батальон; так попеременно оба батальона находились на «Острове смерти» до октября 1916 года).
В марте 1916 года латышские стрелковые батальоны приняли участие в наступлении 12-й армии Северного фронта (целью этой операции являлась поддержка крупного наступления 2-й армии Западного фронта). 8 (21) марта 1916 года 1-й и 2-й батальоны латышских стрелков, развивая успех 51-го Сибирского стрелкового полка, заняли все три немецких рубежа обороны по обеим сторонам шоссе Рига — Бауск в окрестностях Кеккау, однако от более масштабного наступления на этом участке фронта русское командование в итоге отказалось.
После мартовских боёв 1916 года в каждом латышском стрелковом батальоне начали формироваться сверхштатные 5-я и 6-я роты, а также в них появились команды гренадер и бомбомётные команды. Кроме того, летом 1916 года во время боёв под Шмарденом пять латышских стрелковых батальонов временно объединили в сводную Латышскую стрелковую бригаду (её командиром стал полковник А. И. Аузан).
Во второй половине мая 1916 года русская армия предприняла широкомасштабное наступление на Юго-Западном фронте. Для отвлечения сил германской армии, с целью недопущения переброски резервов на юг, 12-я армия Северного фронта провела наступательную операцию в направлении Бальдона. Три латышских стрелковых батальона придавались в этой операции 3-й Сибирской стрелковой дивизии и 121-й пехотной дивизии (ещё два батальона находились в резерве). Наступление русской армии началось 3 (16) июля 1916 года после четырёхчасовой артиллерийской подготовки. Активное участие в нём приняли 6-й и 7-й латышские батальоны. Однако, после определённого успеха на одном из его участков, оно захлебнулось и было прекращено. В ходе шестидневных боёв очень тяжёлые потери понёс 6-й Туккумский батальон (всего в этой операции латышские стрелковые батальоны потеряли 1840 человек убитыми, ранеными и пропавшими без вести).
Если первоначально латышские стрелковые батальоны комплектовались добровольцами, то начиная с 1916 года в них стали направлять мобилизованных в армию, кроме того, в эти батальоны переводили солдат-латышей из других воинских частей. Летом 1916 года в латышских стрелковых батальонах насчитывалось около 11,5 тыс. человек. В основном это были латыши (10 278 чел.), а также эстонцы (402 чел.), русские (192 чел.), литовцы (174 чел.), поляки (128 чел.), немцы (25 чел.) и другие. Из них: добровольцы — 2522 чел., перешедшие из других воинских частей — 6567 чел., мобилизованные — 2318 чел. Также в латышских батальонах служило некоторое количество женщин, самая известная из них — Георгиевский кавалер Лина Чанка.
25 сентября (8 октября) 1916 года немецкие войска провели несколько газовых атак на «Острове смерти», которые явились первыми случаями масштабного применения этого вида оружия на территории современной Латвии в годы Первой мировой войны. В этот день большие потери от химической атаки понёс 173-й пехотный Каменецкий полк русской армии. Получили отравления газом и несколько десятков стрелков из 2-го Рижского батальона. В целом за всё время боёв на «Острове смерти» 2-й и 3-й латышские батальоны потеряли 149 человек убитыми и умершими от ран, 665 стрелков получили ранения и контузии. «Остров смерти», обороняемый как плацдарм для возможного контрнаступления русской армии, так и не был использован в этом качестве.

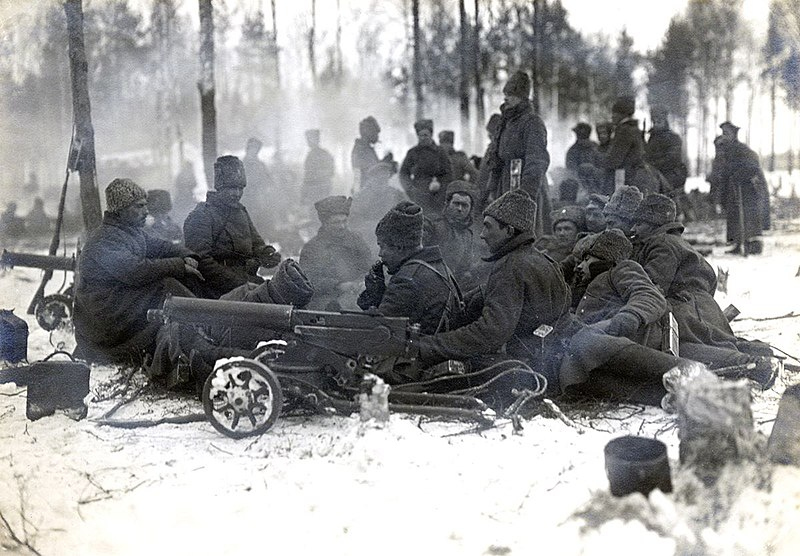
Солдаты 1-го Усть-Двинского латышского стрелкового полка во время Митавской операции («Рождественские бои»)

Латышские стрелки в противогазах на боевых позициях во время Митавской операции («Рождественские бои»)

Осенью 1916 года латышские стрелковые батальоны преобразовали в полки, которые свели в две стрелковые бригады (накануне Митавской операции, в декабре 1916 года, их временно объединили в сводную Латышскую стрелковую дивизию). Первыми командирами бригад стали генерал-майор А. Э. Миссин (Мисиньш) и полковник А. И. Аузан (Аузанс).
23—29 декабря 1916 года (5—11 января 1917 года) обе латышские стрелковые бригады приняли активное участие в Митавской операции 12-й армии Северного фронта (в латвийской историографии эта операция известна как «Рождественские бои»). Целью операции был прорыв позиций 8-й немецкой армии на участке Тирельское болото — Олай, выход к рекам Курляндская Аа, Экау и овладение Митавой и железнодорожной линией Митава — Крейцбург.

Рота Карла Зитара вместе с другими ротами заняла исходные позиции. Отсюда должно было начаться наступление. Внизу, невидимые в белых халатах, сапёры резали проволочные заграждения. Неслышно, привычными руками прокладывали они путь через оборонительную линию противника под самым носом немецких сторожевых постов. А немного подальше, в своих блокгаузах и блиндажах спали успокоенные близостью рождественских праздников и тишиной на караульных постах дивизии Вильгельма II: они и не подозревали, что у самых стен их укреплений уже стоят войска противника и ждут лишь знака, чтобы броситься на неприятеля и прогнать его со своей земли, из лесов и с полей Курземе…
И наконец!

Вспыхивают огоньки внизу, беспокойно переминаются окоченевшие роты, нетерпеливо ожидая боевого сигнала. Все на своих местах: унтер-офицеры — возле своих отделений и взводов, офицеры — возле рот. И все напряжённо всматриваются в темноту. Вот взлетают в воздух две красные ракеты, слышится отданная вполголоса команда, и серые полки приходят в движение. Тёмная волна катится вперёд, разветвляется по ходам и растекается уже по ту сторону заграждений, как полая вода, налево и направо. Словно прорвавшая плотину река, вливаются они на поле боя, бурной струёй несутся через овраги и равнину, по инерции толчками выплескиваются на высокий земляной вал и, все разрушая и затопляя на своём пути, перекатываются через бруствер и прыгают с трёхметровой высоты на голову растерявшемуся противнику. Одновременно с латышами в наступление устремляются сибирские стрелки. Безмолвие кончилось.— Вилис Лацис, «Семья Зитаров». Рига, 1975 г.
План Митавской операции был рассчитан на внезапность проводимого наступления, поэтому на направлении главного удара, где действовала сводная Латышская стрелковая дивизия, приданная 6-му Сибирскому армейскому корпусу, атака началась в 6 часов утра 23 декабря 1916 года (5 января 1917 года) без артиллерийской подготовки. Невзирая на упорное сопротивление противника, двум латышским бригадам, а также 55-му и 56-му Сибирским стрелковым полкам 14-й Сибирской стрелковой дивизии удалось преодолеть первую линию обороны немецких войск (на других участках проводимой операции атака не имела успеха).
25 декабря 1916 года (7 января 1917 года), используя плацдарм, образовавшийся в результате успешной атаки 2-й Латышской стрелковой бригады, подразделения сводной Латышской дивизии и 14-й Сибирской стрелковой дивизии продолжили наступление. В результате они овладели важной укреплённой позицией немцев — Пулемётной горкой и прилегающей к ней территорией. В последующие дни все атаки русской армии оказались безуспешными, из-за этого 29 декабря 1916 года (11 января 1917 года) операция была приостановлена.
В этих боях латышские стрелки показали исключительный героизм, понеся крупные потери. Всего в ходе Митавской операции русская армия потеряла, по разным данным, от 19 до 23 тыс. человек убитыми, ранеными и пропавшими без вести, из них около 5 тыс. человек — латышские стрелки. Позднее, в январе 1917 года, чтобы вернуть утраченные позиции, германские войска предприняли контрнаступление. В результате тяжёлых январских боёв латышские стрелковые бригады потеряли 3,7 тыс. человек (в том числе около 1,2 тыс. чел. — убитыми).
Неудачный исход «Рождественских боёв» породил недоверие к руководству армии, среди латышских частей распространялись слухи об измене командования. В феврале 1917 года генерал М. В. Алексеев потребовал у военного министра отправить комиссию для расследования событий на Рижском участке фронта, но расследования не произошло из-за Февральской революции.

### Состав латышских частей к концу 1916 года

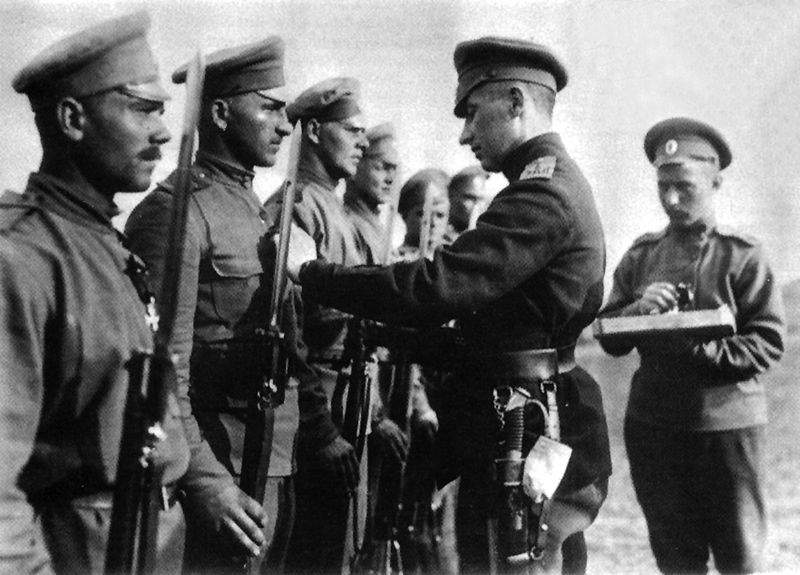
Капитан Ф. А. Бриедис награждает стрелков 1-го Усть-Двинского латышского батальона. Лето 1916 года

К концу 1916 года в составе русской армии имелось 8 латышских стрелковых полков, сведённых в две бригады.
1-я Латышская стрелковая бригада:

- 1-й Усть-Двинский Латышский стрелковый полк
- 2-й Рижский Латышский стрелковый полк
- 3-й Курземский Латышский стрелковый полк
- 4-й Видземский Латышский стрелковый полк

2-я Латышская стрелковая бригада:
- 5-й Земгальский Латышский стрелковый полк
- 6-й Туккумский Латышский стрелковый полк
- 7-й Баусский Латышский стрелковый полк
- 8-й Вольмарский Латышский стрелковый полк[40][46][47]

Кроме того, существовал Латышский стрелковый запасный полк, созданный на базе Латышского запасного батальона согласно приказу начальника Штаба Верховного главнокомандующего от 6 (19) декабря 1916 года № 1690. Его основным предназначением являлась подготовка пополнения для латышских полков, действовавших на фронте.
По данным латвийской «Национальной энциклопедии», в конце 1916 года в составе латышских стрелковых частей находилось 38 тыс. человек (в том числе 24,5 тыс. чел. в двух латышских стрелковых бригадах и 13,5 тыс. чел. в запасном батальоне), а по информации, представленной в «Большой российской энциклопедии», в двух латышских стрелковых бригадах к концу 1916 года было около 40 тыс. человек (кроме этого, в запасном полку — ещё порядка 10—15 тыс. человек).
Каждый латышский стрелковый полк (за исключением запасного полка, имевшего особый штат) состоял из двух батальонов, по четыре роты в каждом батальоне, и девяти полковых команд: пулемётной команды, команды конных разведчиков, команды пеших разведчиков и самокатчиков, команды для связи, сапёрной команды, полицейской команды, команды для сбора оружия, команды траншейных орудий и нестроевой команды. Штатная численность полка была определена в 2562 человека, в том числе — 2497 нижних чинов, 50 офицеров, 7 военных чиновников и 8 вольноопределяющихся. Предусматривалось наличие в каждом полку 8 пулемётов (позднее их число увеличилось до 16), 2 миномётов и 4 бомбомётов. Латышские стрелковые полки имели знамёна с национальной символикой и надписями на латышском и русском языках. Был также учреждён нагрудный знак латышских стрелков.
В декабре 1916 года, накануне Митавской операции, обе латышские стрелковые бригады временно объединили в сводную Латышскую стрелковую дивизию.
Первые созданные латышские стрелковые батальоны осенью 1915 года отправились на фронт, имея на вооружении штатные для пехоты русской армии трёхлинейные винтовки Мосина. В январе 1916 года латышские стрелки были перевооружены на 7,62-мм винтовки системы «Винчестер» образца 1895 года, изготовленные под русский патрон в США. В сентябре 1916 года их заменили на японские винтовки системы Арисака образца 1897 года (подобное перевооружение тогда коснулось всех частей Северного фронта русской армии).

## Между двумя революциями

Латышские стрелки. 1917 год

Латышская газета «Свободный стрелок». 1917 год

После Февральской революции 1917 года в частях латышских стрелков стали возникать ячейки Социал-демократии Латышского края (СДЛК). 26 марта (8 апреля) 1917 года создана объединённая организация СДЛК латышских стрелковых полков.
На не занятой немецкими войсками территории Латвии (в том числе и в армиях Северного фронта) начали создаваться советы депутатов. Так, в 12-й армии (находилась в районе Риги) появились Совет солдатских депутатов 12-й армии и его исполнительный комитет (Искосол 12-й армии), в 5-й армии (находилась в районе Двинска) — Совет солдатских депутатов 5-й армии и его исполнительный комитет (Армиском 5-й армии). В этих новых выборных органах преобладали представлявшие партии меньшевиков и эсеров депутаты. Исполнительные комитеты советов солдатских депутатов — Искосол 12-й армии и Армиском 5-й армии — заняли сторону Временного правительства (к ним также присоединился исполнительный комитет офицерского Совета 12-й армии).
27—29 марта (9—11 апреля) 1917 года в Риге прошёл 1-й съезд делегатов солдатских комитетов латышских стрелковых полков, избравший исполнительный комитет Объединённого совета латышских стрелковых полков (Исколастрел). Его первым председателем стал капитан В. А. Озолс (Озол).
С апреля 1917 года начала издаваться газета латышских стрелковых полков «Бривайс стрелниекс» («Свободный стрелок»).
2-й съезд делегатов латышских стрелковых полков, состоявшийся 12—17 мая (25—30 мая) 1917 года, выражает недоверие Временному правительству, приняв платформу большевиков. В латышских полках имеет место успех большевистской агитации, а позиция исполкома Объединённого совета латышских стрелковых полков (Исколастрела), в котором свыше половины членов являлись большевиками, стала пользоваться у солдат большим авторитетом. В мае 1917 года латышские стрелки становятся основой большевистских сил 12-й армии.
19 июля (1 августа) 1917 года Верховным главнокомандующим назначили генерала от инфантерии Л. Г. Корнилова, он сменил на этом посту генерала от кавалерии А. А. Брусилова. Целью замены была попытка остановить «разложение» русской армии, многие бойцы которой при малейшем натиске противника покидали позиции и уходили в тыл, а также снизить влияние солдатских комитетов. Для восстановления дисциплины в армии по требованию генерала Корнилова Временное правительство вновь вводит смертную казнь.
В второй половине июля 1917 года в противес большевистскому Исколастрелу из военнослужащих латышских стрелковых полков (прежде всего, из офицеров) создан «Национальный союз латышских воинов». Основными инициаторами создания союза являлись командир 1-й Латышской стрелковой бригады К. И. Гоппер и командир 1-го Усть-Двинского латышского стрелкового полка Ф. А. Бриедис (Бреде).
29—30 июля (11—12 августа) 1917 года в Риге состоялось собрание представителей Советов рабочих, солдатских и безземельных депутатов, на котором по инициативе ЦК Социал-демократии Латвии (СДЛ) создан исполнительный комитет Совета рабочих, солдатских и безземельных депутатов Латвии (Исколат). Среди избранных членов Исколата большинство составляли латышские большевики.
19 августа (1 сентября) 1917 года началось наступление германских войск на Ригу. В оборонительных боях на позициях у реки Малая Югла (Маза-Югла) особенно отличились 5-й Земгальский (командир — И. И. Вацетис) и 7-й Баусский (командир — Г. Г. Мангул) латышские стрелковые полки. При этом крайне тяжёлые потери понёс 5-й Земгальский полк (из своего боевого состава он потерял 80 % офицеров и 67 % солдат). За проявленную стойкость и выдержку солдатскими Георгиевскими крестами было награждено 642 стрелка этого полка. Всего латышские стрелки в боях под Ригой тогда потеряли 5,5 тыс. человек убитыми, ранеными и пропавшими без вести (более 20 % всех потерь 12-й армии).
В ночь на 21 августа (3 сентября) 1917 года части 12-й армии оставили Ригу. Генерал А. И. Деникин писал в своих воспоминаниях:

Войска Северного фронта и особенно 12-й армии были наиболее развалившиеся из всех, и по логике вещей, не могли оказать врагу должного сопротивления…
В действительности, развращённый Северный фронт потерял всякую силу сопротивления. Войска его откатывались до того предела, до которого велось преследование передовыми немецкими частями, и затем подались несколько вперёд только потому, что обнаружилась потеря соприкосновения с главными силами Гутьера, в намерения которого не входило продвижение далее определённой линии.

20 октября (2 ноября) 1917 года комиссаром латышских стрелковых полков был избран большевик С. М. Нахимсон. В это время латышские стрелки уже полностью попали под влияние большевиков, о чём свидетельствовали поданные позднее в полках латышских стрелков в среднем 96,5 % голосов за партию большевиков на выборах во Всероссийское учредительное собрание.

## Красные латышские стрелки

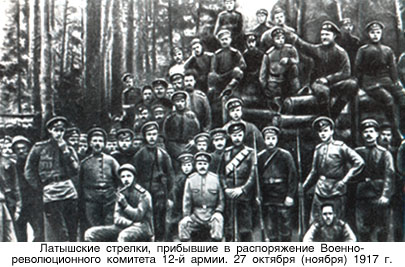
Латышские стрелки, прибывшие в распоряжение Военно-революционного комитета района 12-й армии. Октябрь 1917 года

26 октября (8 ноября) 1917 года Военно-революционный комитет (ВРК) района 12-й армии взял власть в свои руки в прифронтовой полосе. ВРК выступил с обращением к армии, в котором сообщил о Петроградском восстании и призвал поддержать революционный пролетариат. По его приказу 27 октября (9 ноября) 1-й Усть-Двинский и 3-й Курземский полки оставили позиции на фронте и выдвинулись на Венден, где заняли железнодорожную станцию и другие объекты (подобное произошло и в Юрьеве — здесь бойцы Латышского запасного полка также взяли под свой контроль местную железнодорожную станцию). 30—31 октября (12—13 ноября) 6-й Туккумский и 7-й Баусский полки вступили в Вольмар, а 7 (20) ноября 1917 года 6-й Туккумский латышский стрелковый полк совместно с батальоном 436-го пехотного Новоладожского полка заняли железнодорожный узел в Валке и штаб 12-й армии. Таким образом, латышские стрелки, блокировав стратегически важные железнодорожные станции в Прибалтике, не допустили перемещение войск, верных Временному правительству, к Петрограду.
25 ноября (8 декабря) 1917 года по призыву Советского правительства в Петроград прибывает 6-й Туккумский латышский стрелковый полк (2,5 тыс. человек). Вместе с частями местного гарнизона и красногвардейцами латышским стрелкам было поручено обеспечить «революционный порядок» в городе. Латышские стрелки участвуют в разгоне Учредительного собрания, а также в разоружении и ликвидации банд анархистов, дезертиров и мародёров.
26 ноября (9 декабря) 1917 года для охраны Смольного, где находилось большевистское правительство — Совнарком, в Петроград доставлена сводная рота латышских стрелков. Охрану Смольного поручили латышским стрелкам по предложению В. И. Ленина. Сводную роту в количестве 253 человек сформировали в Валке, её командиром стал Я. Я. Петерсон. Рота комплектовалась путём строгого отбора по рекомендациям полковых комитетов, преимущественно из большевиков (около 80 % личного состава роты были большевиками). Помимо несения караульной службы, бойцы роты привлекались для участия в арестах оппозиционных большевикам политических деятелей, закрытии оппозиционных газет, экспроприации частных банков и др. Позднее сводная рота получила пополнение из латышских полков — в феврале 1918 года в ней насчитывалось уже более 500 стрелков, тогда же рота была преобразована в Сводный Смольненский батальон, а затем в 1-й Латышский коммунистический отряд. Латышские стрелки обеспечивали охрану Смольного, в том числе они охраняли и кабинет В. И. Ленина. 20 февраля 1918 года В. И. Ленин выступил на митинге латышских стрелков в Смольном с большой речью о войне и мире.
17 (30) декабря 1917 года Верховный главнокомандующий Н. В. Крыленко подписал приказ о создании Латышского стрелкового корпуса в составе двух дивизий (командиром корпуса назначен И. И. Вацетис). Однако из-за начавшейся демобилизации русской армии, массового дезертирства и наступления германских войск формирование корпуса так и не было завершено. Только за ноябрь — декабрь 1917 года личный состав латышских стрелковых полков сократился с 30 до 20 тыс. человек. К концу декабря 1917 года в латышских полках осталось не более трети бывших офицеров.
18 февраля 1918 года началось наступление германских войск. Остававшиеся на неоккупированной части территории Латвии несколько полков латышских стрелков стали спешно отходить в центральные и северо-западные районы Советской России (уже 22 февраля последний латышский полк покинул территорию Латвии). В итоге латышские стрелковые полки и отдельные отряды оказались рассеяны по всей европейской части России: они размещались в Москве, Петрограде, Бологом, Новгороде, Великих Луках, Торошине, Вологде и других местах. Всего в латышских частях, находившихся после заключения Брест-Литовского мира в Советской России, тогда состояло 11,7 тыс. стрелков, в том числе в Москве — 5,7 тыс. человек. Весной 1918 года они несли в основном гарнизонную службу — охраняли административные учреждения, железнодорожные станции и различные склады.
10—11 марта 1918 года латышские стрелки сопровождали поезд с членами Советского правительства, включая В. И. Ленина и Я. М. Свердлова, при его переезде из Петрограда в Москву. В мае 1918 года 1-й Латышский коммунистический отряд переформирован в 9-й Латышский стрелковый советский полк, латышские стрелки становятся основой комендантской службы Московского Кремля. Деятельность латышских стрелков не ограничивалась несением караульной службы, по распоряжениям коменданта Кремля П. Д. Малькова они использовались во время карательных операций, проводимых ВЧК, а также участвовали в облавах против спекулянтов на московских рынках. В начале октября 1918 года 9-й Латышский стрелковый полк отправили на фронт (при этом караулы латышских стрелков уже из числа бойцов 2-го Латышского полка оставались в Кремле вплоть до конца 1918 года).

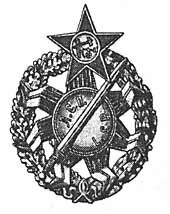
Нагрудный знак советских латышских стрелковых полков

Приказом Народного комиссариата по военным делам от 13 апреля 1918 года № 263 латышские стрелковые полки, находившиеся в процессе демобилизации и переформирования, сведены в Латышскую стрелковую советскую дивизию. Начальником дивизии был назначен И. И. Вацетис, начальником штаба дивизии — бывший полковник русской армии А. В. Косматов, комиссарами дивизии стали К. А. Петерсон и К. М. Дозит. При реорганизации латышских полков зачисление стрелков в них было добровольным, однако уже с ноября 1918 года дивизия стала пополняться мобилизованными. Формирование стрелковых полков дивизии в целом завершилось в апреле — начале мая 1918 года, технических частей, а также артиллерии и прочих подразделений — летом и осенью того же года. Дивизия состояла из 9 стрелковых полков, сведённых в 3 бригады, кавалерийского полка и 3 отдельных кавалерийских дивизионов (по одному при каждой бригаде), 3 лёгких артиллерийских дивизионов (по одному при каждой бригаде), мортирного (гаубичного) и тяжёлого артиллерийского дивизионов, инженерного батальона, батальона связи, а также авиагруппы из 2 авиаотрядов (18 самолётов), отдельных тяжёлой и противосамолётной батарей и отряда бронеавтомобилей. В политическом отношении большевиками в этой дивизии было 13—18 % всего личного состава полков, то есть почти втрое больше, чем в среднем по Красной армии (к концу 1918 года численность членов партии большевиков в дивизии достигла 2 тыс. человек). Латышская стрелковая советская дивизия стала первой регулярной дивизией Красной Армии.
Национальный состав созданной Латышской дивизии в целом был достаточно однородным. Однако, если стрелковые полки состояли в основном из латышей, то во вновь сформированных частях дивизии (кавалерийских, артиллерийских, инженерных) имелось достаточно много представителей других национальностей, прежде всего русских.
К концу 1918 года Латышская стрелковая дивизия насчитывала около 24 тыс. человек и являлась самым крупным национальным формированием в Вооружённых силах РСФСР (по другим данным, численность Латышской дивизии к середине сентября 1918 года составляла 11,5 тыс. чел., к концу ноября 1918 года — 17 тыс. чел.). Личный состав дивизии, боевое ядро которой изначально образовали добровольцы из старых латышских стрелковых полков (эти опытные военнослужащие участвовали в тяжёлых боях Первой мировой войны), летом и осенью 1918 года пополнялся в основном за счёт эвакуированных во время войны латышских рабочих и беженцев с территории Латвии, а также солдат-латышей, переводившихся из других частей Красной армии (с ноября 1918 года дивизия пополнялась уже как за счёт добровольцев, так и за счёт мобилизованных, а летом 1919 года в её состав включили значительную часть бойцов расформированной 2-й дивизии армии Советской Латвии). Кроме того, тогда в дивизии не хватало квалифицированных командиров, так как многие офицеры покинули латышские стрелковые части ещё в конце 1917 года. На вооружении Латышской дивизии в то время имелось свыше 400 пулемётов и около 80 артиллерийских орудий. Показательно, что до конца 1918 года она использовалась в Красной армии по частям — её полки и отдельные подразделения были одновременно задействованы на разных фронтах, а также участвовали в подавлении вооружённых выступлений внутри страны.
Помимо этого, в Александровске, Архангельске, Витебске, Пензе, Саратове, Тамбове, Харькове, Уфимской губернии и других местах из латышей, прежде всего из находившихся в эвакуации рабочих и демобилизованных военнослужащих бывшей русской армии, создавались отдельные воинские части (полки, батальоны, отряды и др.), действовавшие самостоятельно. Они насчитывали, по разным данным, от 12 до 20 тыс. человек (по другим данным, весной и летом 1918 года в латышских отрядах, не входивших на тот момент в состав Латышской стрелковой дивизии, состояло примерно 4,5—5 тыс. человек). Впоследствии личный состав большинства этих частей влился в Латышскую стрелковую дивизию.

9 июня 1918 года на 1-м Всероссийском съезде военных комиссаров комиссар Латышской стрелковой дивизии К. А. Петерсон заявил:
Нас обзывают советскими жандармами — пусть! Ничьим отдельным интересам мы не служим. Наши силы отданы на борьбу за Советскую власть, за идеалы Интернационала…
Латышские красные стрелки сыграли весьма важную роль в сохранении большевистской власти в России (особенно на начальном этапе её существования, до июля 1918 года включительно). Действия латышских стрелков имели решающее значение при подавлении восстания левых эсеров в Москве 6—7 июля 1918 года и мятежа главнокомандующего Восточным фронтом Красной армии М. А. Муравьёва 10—11 июля 1918 года. Они также привлекались к охране Московского Кремля (в том числе здания Совнаркома и ВЦИК, кабинетов В. И. Ленина, Я. М. Свердлова и других советских руководителей), Полевого штаба Реввоенсовета РСФСР в Серпухове, иностранных посольств, сопровождали эшелоны с государственным золотым запасом России при его перевозке в Казань. Принимали они участие и в охране находившихся в заключении в Ипатьевском доме в Екатеринбурге бывшего российского императора Николая II и членов его семьи.

### Действия против Каледина и Довбор-Мусницкого
Сразу после Октябрьской революции на юге России началось антибольшевистское выступление донского казачества во главе с войсковым атаманом генералом А. М. Калединым. По просьбе командующего советскими войсками, действовавшими против казачьих частей генерала А. М. Каледина, В. А. Антонова-Овсеенко на юг России был направлен 3-й Курземский латышский полк. Латышские стрелки вошли в состав группы Р. Ф. Сиверса, которая наступала в направлении Ростова-на-Дону через Таганрог. В ночь на 24 февраля 1918 года латышские стрелки вместе с другими частями группы Сиверса занимают оставленный Добровольческой армией генерала Л. Г. Корнилова, ушедшей в «Ледяной поход» на Кубань, Ростов-на-Дону.
В январе 1918 года в районе городов Рогачёв Могилёвской губернии и Бобруйск Минской губернии вспыхнул мятеж 1-го Польского корпуса генерала Довбор-Мусницкого. В его подавлении участвуют 1-й Усть-Двинский полк и один батальон 4-го Видземского полка (всего 3 тысячи латышских стрелков), 19-й Сибирский стрелковый полк, отряды матросов Балтийского флота и красногвардейцев под общим руководством И. И. Вацетиса.

### Подавление левоэсеровского восстания

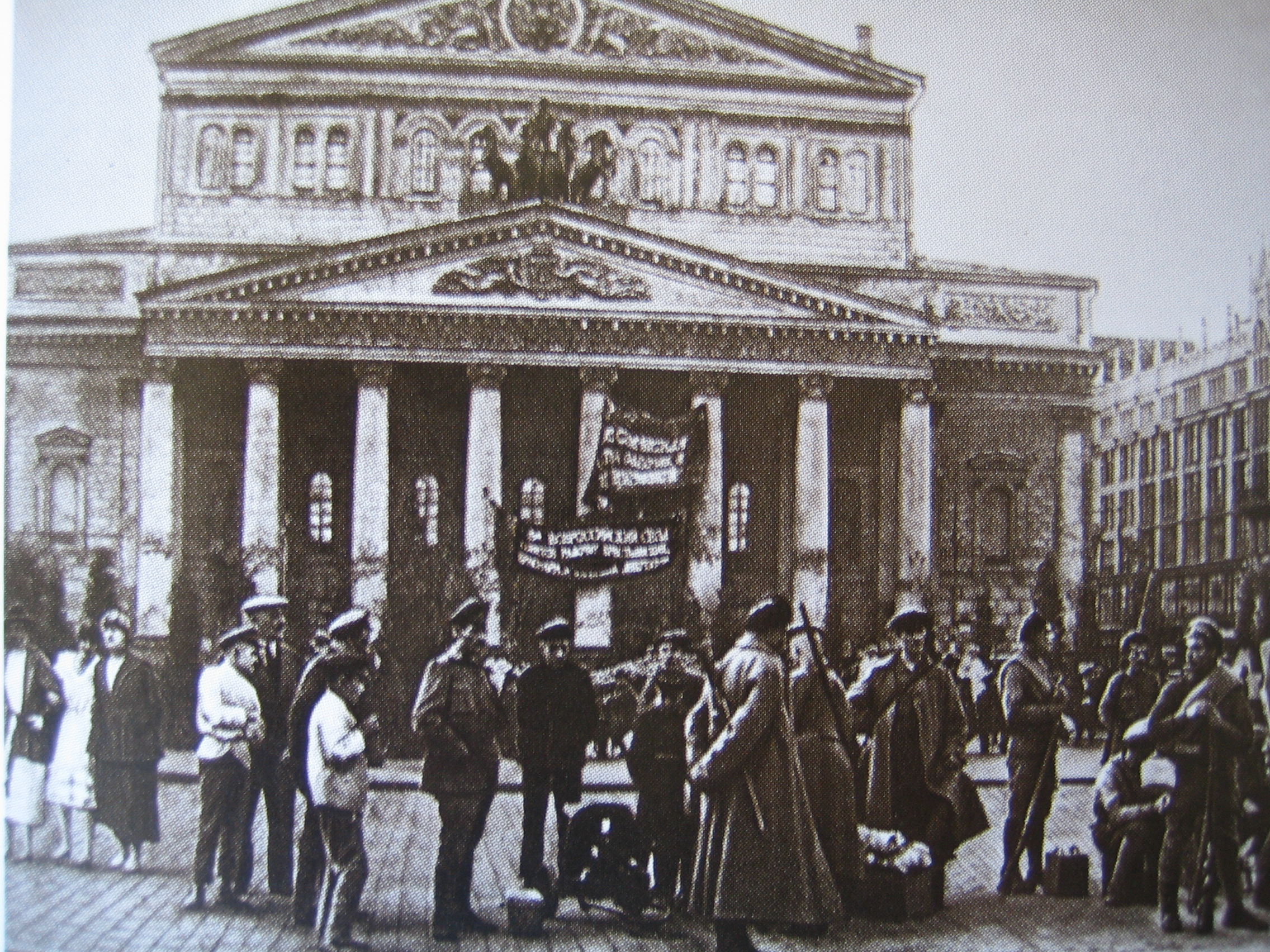
Латышские стрелки охраняют V съезд Советов. Театральная площадь перед Большим театром в Москве.
Июль 1918 года

Партия левых эсеров, недовольная заключённым Брест-Литовским миром и проводимой большевиками политикой, подготовила вооружённое восстание против большевистского правительства. Его запланировали на время работы 5-го Всероссийского съезда Советов.
6 июля 1918 года был убит немецкий посол граф Мирбах, что послужило сигналом к началу восстания. К концу дня силы левых эсеров (боевой отряд ВЧК под командованием Д. И. Попова, некоторые подразделения московского гарнизона, партийные боевые дружины — всего, по разным данным, 1—2 тыс. человек) заняли здание ВЧК, Центральный телеграф, а также арестовали руководителей ВЧК Ф. Э. Дзержинского и М. И. Лациса, председателя Моссовета П. Г. Смидовича и других большевиков.
Руководил подавлением восстания левых эсеров председатель Высшего военного совета Л. Д. Троцкий при непосредственном участии председателя Высшей военной инспекции Н. И. Подвойского, командующего Московским военным округом Н. И. Муралова и начальника Латышской стрелковой дивизии И. И. Вацетиса. Разработку плана подавления мятежа и командование войсками, действовавшими против восставших, возложили на И. И. Вацетиса.
Ночью и утром 7 июля отдельные подразделения 1-го, 2-го, 3-го и 9-го Латышских стрелковых полков (720 стрелков, пулемётная команда из 40 человек, отряд конных разведчиков из 72 человек, поддержанные артиллерией и броневиками) и другие отряды полностью окружили занимаемый восставшими район. Затем, после непродолжительного боя с применением артиллерии (стрельбу прямой наводкой вело орудие 1-го лёгкого артиллерийского дивизиона Латышской дивизии), латышские стрелки заняли штаб левых эсеров, вынудив часть восставших сложить оружие. Остальные бойцы отряда Попова во главе с членами ЦК партии левых эсеров походной колонной покинули Москву по Владимирскому шоссе, но были настигнуты и разоружены.

### Подавление Ярославского восстания
В ночь на 6 июля 1918 года в Ярославле вспыхнуло антибольшевистское восстание. Его подготовил «Союз защиты Родины и свободы» (руководитель — Б. В. Савинков), а непосредственно во главе восставших встал бывший полковник русской армии А. П. Перхуров (одним из руководителей восстания являлся ещё один бывший полковник русской армии — бывший командир 1-й Латышской стрелковой бригады К. И. Гоппер).
Восставшим удалось овладеть большей частью города, захватить воинские склады и административные учреждения, арестовать свыше 200 представителей советской власти и местных функционеров партии большевиков. Кроме того, был убит председатель Ярославского губернского исполнительного комитета С. М. Нахимсон (в 1917 году он являлся комиссаром латышских стрелковых полков).
Для подавления восстания были сконцентрированы крупные силы, состоявшие из частей Красной армии, отрядов красногвардейцев и так называемых интернациональных отрядов. 10 июля 1918 года на подавление восстания из Петрограда отправился эшелон с бойцами 6-го Латышского стрелкового полка (550 стрелков). Также в Ярославль направились подразделения 2-го и 8-го Латышских стрелковых полков (всего в операции против восставших участвовало свыше 1 тыс. латышских стрелков). С 11 июля общее руководство по подавлению восстания осуществлял спешно созданный военно-революционный комитет во главе с К. Е. Бабичем, а для непосредственного командования военной операцией против восставших назначили Ю. С. Гузарского и А. И. Геккера. Город подвергся массированному артиллерийскому обстрелу, против восставших применялись бронепоезда и авиация. 21 июля 1918 года восстание было окончательно подавлено, и город Ярославль полностью контролировался советскими войсками.
Помимо ликвидации восстания левых эсеров в Москве и восстания в Ярославле, латышские стрелки приняли самое активное участие в подавлении антибольшевистских выступлений в Петрограде, Рыбинске, Муроме, Саратове, Вологде, Калуге, Новгороде, Старой Руссе, Кириллове, Осташкове, крестьянских волнений в Московской, Новгородской, Тамбовской, Калужской, Рязанской, Пензенской и Саратовской губерниях, Ижевского и Воткинского восстаний и других. В 1918 году участвовали латышские стрелки и в гражданской войне в Финляндии, в частности они вели бои у станций Санкт-Михель и Мянтюхарью, а также некоторое время обороняли форт Ино (там был задействован 6-й Латышский стрелковый полк).

### Бои за Казань

Командующий Восточным фронтом Красной армии И. И. Вацетис (слева) с адъютантом. Август 1918 года

Летом 1918 года в ходе наступления частей Народной армии Комуча (прежде всего отряда под командованием подполковника В. О. Каппеля) и Чехословацкого корпуса серьёзно ухудшилось положение Красной армии на Восточном фронте. 11 июля 1918 года начальник Латышской стрелковой дивизии И. И. Вацетис назначается командующим Восточным фронтом; 16 июля он прибывает в Казань, в штаб фронта. Для усиления обороны города по приказу И. И. Вацетиса к концу июля 1918 года в Казань был доставлен 5-й Латышский стрелковый полк (850 человек), ставший одной из самых боеспособных частей казанского гарнизона (в гарнизон Казани, помимо латышских стрелков, входили различные красноармейские отряды, включая так называемые интернациональные части). Латышским стрелкам поручили охрану штаба Восточного фронта, пароходной пристани, отделения Государственного банка (там находилась половина золотого запаса РСФСР), военных складов.
Несмотря на численное превосходство частей Красной армии, после двухдневных боёв, 7 августа 1918 года Казань взята соединённым русско-чешским отрядом при поддержке вооружённых речных пароходов. Сражение за Казань затянулось из-за упорнейшего сопротивления советского 5-го Латышского полка. В решающий момент на сторону объединённых войск Комуча и Чехословацкого корпуса перешли бойцы Сербского революционного батальона майора М. Благотича, размещавшегося в Казанском кремле. Они обстреляли отходивший с боем к кремлю отряд латышских стрелков (120 человек) во главе с командующим фронтом И. И. Вацетисом. В результате этот отряд был рассеян, а сам Вацетис с небольшой группой бойцов с трудом пробился из города (при этом основная часть стрелков 5-го Латышского полка в количестве 210—230 человек под командованием Я. Грегора также покинула город и в середине августа добралась до Свияжска).
Есть несколько версий о судьбе бойцов 5-го Латышского стрелкового полка при взятии Казани. Так, бывший офицер русской армии В. А. Зиновьев свидетельствовал в своих мемуарах:
5-й Латышский полк целиком, во главе с командиром его, сдался нам. Это был единственный случай за всю гражданскую войну, когда латышские части сдавались.
Согласно другой версии, 5-й Латышский полк потерял 350 человек, взятых каппелевцами в плен, и позднее военно-полевой суд приговорил их как иностранцев к расстрелу. В свою очередь, историк Талгат Насыров отмечал:

…утверждение о сдаче в плен комучевцам всего личного состава 5-го Земгальского латышского стрелкового полка не соответствует исторической действительности… Во время боёв за Казань 40 стрелков погибло, 137 попали в плен. Большая часть стрелков под командованием бывшего прапорщика Грегора через Царевококшайск вышла к Свияжску. После освобождения Казани 120 сдавшихся в плен стрелков вернулись в полк и своим участием в последующих боях с контрреволюцией искупили свою вину. Бывший командир полка Бриедис остался у белых, позже эмигрировал в Латвию.

По мнению латвийского историка Яниса Шилиньша, захваченных в плен латышских стрелков не расстреляли лишь благодаря заступничеству находившегося в Казани латышского социал-демократа Ф. Циеленса. В обмен на сохранение жизни пленные латышские стрелки подписали антибольшевистское воззвание.
20 августа 1918 года за оборону Казани 5-й Латышский стрелковый советский полк, первым в Красной армии, был награждён Почётным революционным Красным знаменем ВЦИК.
В сентябре 1918 года советские войска — части 5-й армии (командующий — П. А. Славен) и Арской группы 2-й армии (командующий — В. М. Азин) — вновь заняли Казань. В этих боях самое активное участие принимали латышские стрелки. Всего в латышских частях на Восточном фронте во второй половине 1918 года воевали около 12 тыс. человек.
Летом и осенью 1918 года латышские стрелки приняли также участие в боевых действиях на севере России, в частности, в районе Архангельска и Шенкурска (осенью 1918 года на Северном фронте в латышских частях и отрядах насчитывалось более 2 тыс. стрелков). А в марте — июле 1918 года они охраняли посольства стран Антанты, переехавшие из Петрограда в Вологду (для этого в Вологде сформировали особый латышский стрелковый батальон).
Осенью 1918 года латышские стрелки действовали и на Южном фронте. Так, 3-я Латышская стрелковая бригада, совместно с другими частями Красной армии, обеспечивает оборону Поворинского участка Южного фронта, отражая наступление войск генерала Краснова. В целом численность личного состава латышских частей и подразделений Южного фронта тогда превышала 5 тыс. человек.
С октября 1918 года и до января 1919 года Латышская стрелковая дивизия находилась в прямом подчинении главнокомандующего Вооружёнными силами РСФСР И. И. Вацетиса.

### Возвращение латышских стрелков в Латвию в конце 1918 года

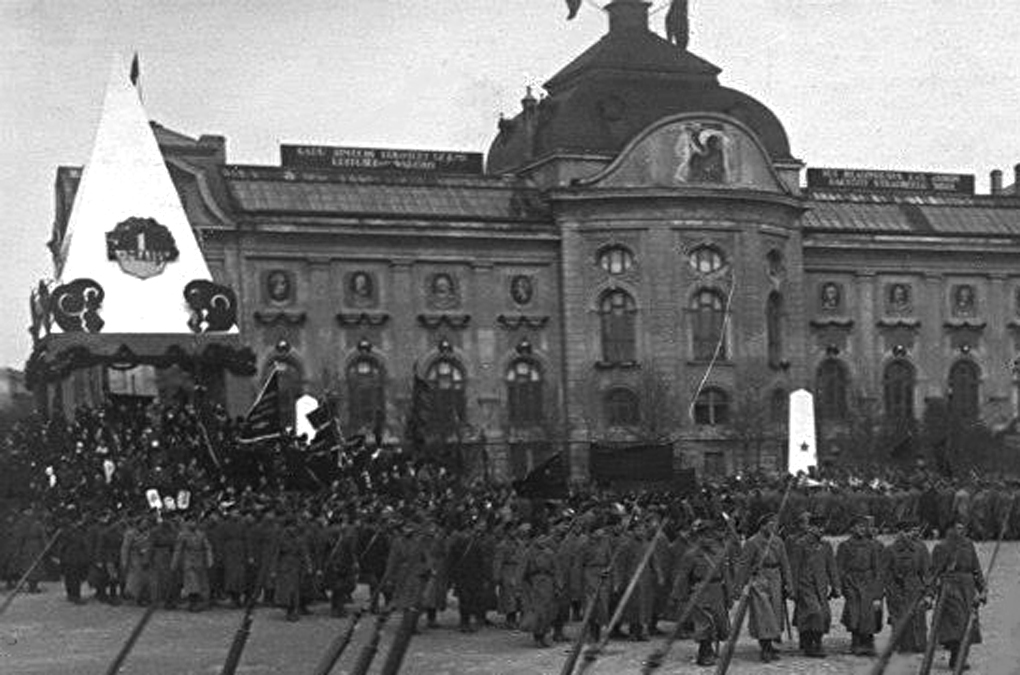
Подразделения армии Советской Латвии на демонстрации в Риге 1 мая 1919 года

В начале ноября 1918 года произошла революция в Германии. Немецкие войска начали постепенно выводиться с оккупированных территорий бывшей Российской империи. В конце ноября 1918 года в оставленный немцами Псков стали прибывать железнодорожные составы с Восточного фронта с бойцами 1-го, 4-го и 6-го полков Латышской стрелковой дивизии, а в середине декабря с Южного фронта была снята 3-я Латышская стрелковая бригада. Кроме того, 18 декабря в Двинск прибыли первые эшелоны со стрелками 1-й Латышской бригады.
22 декабря 1918 года Совнарком РСФСР издал декрет, подписанный председателем Совнаркома В. И. Лениным, о признании независимости Советской республики Латвии, в качестве верховной власти которой Советская Россия считала правительство, возглавляемое П. И. Стучкой. Для военных действий на территории Прибалтики (в том числе и в Латвии) задействовали части 7-й и Западной армий РККА.
В декабре 1918 года советские войска (главной их силой являлись полки Латышской дивизии) по трём основным направлениям развернули наступление на территории Латвии. Их продвижение почти не встречало сопротивления: так, например, 2-я Латышская стрелковая бригада 18 декабря вступила в Валку, 22 декабря заняла Валмиеру, 23 декабря — Цесис, а к вечеру 3 января 1919 года 6-й полк и 2-й кавалерийский дивизион этой бригады вошли в Ригу.
Согласно постановлению Реввоенсовета РСФСР в январе 1919 года началось формирование Армии Советской Латвии (Революционный военный совет и штаб армии Советской Латвии разместились в Двинске). Её основу составила Латышская стрелковая дивизия, переименованная в 1-ю стрелковую дивизию Советской Латвии. В состав дивизии вошли почти все латышские стрелковые полки, за исключением 5-го полка, находившегося в Серпухове в распоряжении Полевого штаба Реввоенсовета РСФСР (полки сохранили прежнюю нумерацию). Кроме того, в Армию Советской Латвии включили Особую Интернациональную дивизию (ставшую с марта 1919 года 2-й стрелковой дивизией Советской Латвии). Эту дивизию создали на территории РСФСР, в её составе находились полки, сформированные из латышей — Саратовский полк особого назначения (стал 10-м полком), Лиепайский полк (стал 13-м полком), а также четыре полка, укомплектованные из московских рабочих — они стали 11-м, 12-м, 14-м и 17-м полками. Дополнительно были сформированы 15-й полк (на основе партизанского отряда Д. И. Эста), 16-й полк (из боевых дружин Вентспилса и Талсы) и 18-й полк, также вошедшие во 2-ю дивизию. Первым командующим Армией Советской Латвии стал И. И. Вацетис (в должности до 10 марта 1919 года; при этом он оставался главнокомандующим Вооружёнными силами РСФСР).
Бо́льшая часть территории Латвии в январе 1919 года была освобождена от немецкой оккупации, германские войска оставались лишь в Лиепае (Либаве) и её окрестностях. Дальнейшие попытки наступления красных латышских стрелков не увенчались успехом.

13—15 января 1919 года в Риге состоялся 1-й съезд Советов рабочих, безземельных и стрелковых депутатов Объединённой Латвии. В его работе принял участие председатель ВЦИК Я. М. Свердлов. В приветственной речи он сказал: 
Ни с одной другой страной в мире мы так тесно не связаны, как с Красной Латвией… Ни с кем мы так тесно не связаны, как с латышскими стрелками.
В феврале 1919 года на территории Курляндии и севере Литвы с согласия Антанты создана мощная войсковая группировка под командованием генерала фон дер Гольца — германский 6-й резервный корпус (в его составе — «Железная дивизия», 1-я гвардейская резервная дивизия, а также прибалтийский ландесвер и русский отряд князя А. П. Ливена). В феврале — мае 1919 года войска Советской Латвии утратили контроль над существенной частью территории республики: с запада наступали войска фон дер Гольца, на севере — эстонские войска и латышская бригада. Все попытки командования Армии Советской Латвии противостоять наступлению «Железной дивизии», прибалтийского ландесвера и эстонских национальных частей окончились неудачей. 22 мая 1919 года части Армии Советской Латвии с боями оставили Ригу и отошли в Латгалию.
После оставления центральных районов Латвии, летом 1919 года латышские стрелки, понёсшие крупные потери, вновь сведены в Латышскую стрелковую дивизию, а армия Советской Латвии стала именоваться 15-й армией.
В августе 1919 года 2-й Латышский стрелковый полк принял участие в освобождении Пскова, занятого эстонской армией (затем полк был задействован под Двинском против наступавших польских войск). В этом же месяце 3-я бригада Латышской дивизии участвовала в ожесточённых боях с польскими войсками в районе Борисова (Белоруссия). Кроме того, из Серпухова в район Тулы для отражения рейда по тылам Красной армии конного корпуса ВСЮР генерала Мамантова направили 5-й особый Латышский стрелковый полк, а в середине сентября для обороны Могилёва в распоряжение 16-й армии из Латгалии переброшены 1-я и 2-я бригады Латышской дивизии.

### Борьба с Деникиным

Плакат белого движения. 1918 год

Во второй половине сентября 1919 года угрожающая ситуация сложилась на советском Южном фронте, где части Вооружённых сил на Юге России (ВСЮР) генерала Деникина заняли Курск. В конце сентября — начале октября 1919 года Латышская стрелковая дивизия была переброшена на юг (в начале октября 1919 года в дивизии насчитывалось свыше 19 тыс. человек, 128 пулемётов и 40 орудий). По прибытии Латышской дивизии на Южный фронт создана Ударная группа для действий на орловско-курском направлении. Помимо Латышской дивизии, ставшей основой группы, в неё вошли Отдельная стрелковая бригада (командир — П. А. Павлов) и Отдельная кавалерийская бригада Червонного казачества (командир — В. М. Примаков). Командовал Ударной группой начальник Латышской стрелковой дивизии А. А. Мартусевич.
Утром 11 октября 1919 года Ударная группа начала наступление на орловско-курском направлении, сломив упорное сопротивление частей ВСЮР. В ночь на 15 октября 2-я бригада Латышской дивизии (командир бригады — А. Д. Фрейберг) взяла город Кромы, угрожая флангам и тылам Корниловской бригады 1-й пехотной дивизии Добровольческой армии, занявшей несколько ранее Орёл. Продвижение Ударной группы создало для войск ВСЮР опасность окружения, поэтому 20 октября они оставили Орёл, куда вошли советские войска. Затем командование Ударной группой и Латышской стрелковой дивизией поручили Ф. К. Калнину (ранее командиру 1-й Латышской стрелковой бригады; прежний командующий Ударной группой и начальник Латышской дивизии А. А. Мартусевич был снят с должности).
В течение нескольких последующих дней происходили ожесточённые бои, в ходе которых латышские стрелки оставили Кромы. Однако в ночь на 27 октября 7-й Латышский стрелковый полк неожиданным ударом вновь взял этот город. Успех Красной армии в Орловско-Кромском сражении дался высокой ценой: так, в многодневных боях под Кромами и Орлом Латышская стрелковая дивизия потеряла до 5 тыс. человек убитыми, ранеными и пропавшими без вести.
В конце октября 1919 года по приказу командующего 14-й армией И. П. Уборевича создана конная группа для рейда по тылам противника под командованием В. М. Примакова, в которую вошёл кавалерийский полк Латышской дивизии.
Постепенно на Южном фронте произошёл перелом в пользу Красной армии — её части отбросили войска ВСЮР, сорвав «поход на Москву». Преодолевая ожесточённое сопротивление войск армии Деникина, Латышская стрелковая дивизия вместе с другими частями 13-й и 14-й армий РККА продолжала наступление в южном направлении. 18 ноября 1919 года был занят Курск, 7 декабря — Белгород, а 12 декабря 1919 года части Латышской стрелковой дивизии совместно с 8-й кавалерийской дивизией Червонного казачества заняли Харьков. За боевые заслуги Латышская стрелковая дивизия награждена Почётным Красным знаменем ВЦИК и Красным знаменем Петроградского совета.

Командующий советским Южным фронтом А. И. Егоров в своих воспоминаниях отмечал: 
В самый тяжёлый период нашей гражданской войны… латышские стрелки своим героическим натиском и беззаветной преданностью делу пролетарской революции сломили упорство врага и положили начало разгрому сил всей южной контрреволюции.

Сохранились воспоминания бывшего офицера Корниловской дивизии ВСЮР А. Р. Трушновича, в которых он так описал один из моментов тяжёлых боёв за село Верхопенка (Верхопенье) с латышскими частями Красной армии: 
Здесь я должен упомянуть о благородном поступке латышей: при отходе наших частей с улицы не смогли вынести нескольких раненых офицеров. При повторном наступлении я увидел их лежащими так, как мы их оставили. Латыши над ними не издевались и их не добили. В истории русской Гражданской войны это было большой редкостью.
Впрочем, чаще всего латышские стрелки действовали как каратели, жестоко подавлявшие народные восстания в тылу большевиков. Известна поговорка времён Гражданской войны: «Не ищи палача, а ищи латыша».

### Борьба с Юденичем
В октябре 1919 года развернулись тяжёлые бои на подступах к Петрограду. Северо-Западная армия генерала Н. Н. Юденича заняла Ямбург (11 октября), Красное Село (16 октября), Гатчину (17 октября), Павловск и Детское Село (20 октября) и вышла к Стрельне, Лигово и Пулковским высотам.
На помощь советской 7-й армии, оборонявшей Петроград, из внутренних районов страны и с других фронтов перебросили дополнительные воинские части и подразделения Красной армии, в том числе из Тулы (по другим данным, из Москвы) был направлен 5-й особый Латышский стрелковый полк (около 2 тыс. человек; командир полка — Я. Грегор). Его включили в состав спешно созданной в районе Колпина Ударной группы 7-й армии (командующий — С. Д. Харламов). Полк отличился в боях под Ям-Ижорой и Павловском. С октября по декабрь 1919 года 5-й особый Латышский полк потерял на фронте около 80 % своего боевого состава.
25 октября 1919 года за героизм, проявленный в боях на Петроградском фронте, 5-й особый Латышский стрелковый полк награждён Почётным Красным знаменем ВЦИК.

### Борьба с Врангелем (Битва за Крым)
В начале 1920 года в Латышской стрелковой дивизии насчитывалось более 17,7 тыс. человек, из них латышей — 80—85 %. В феврале — марте бойцы дивизии приняли участие в военных операциях против повстанческой армии Нестора Махно. Кроме того, в это время дивизия серьёзно пострадала от эпидемии сыпного тифа.
В апреле 1920 года Латышская дивизия вошла в состав противостоящей армии генерала Врангеля Перекопской группы войск 13-й армии Юго-Западного фронта РККА. 13, 14 и 16 апреля дивизия безуспешно пыталась штурмовать Турецкий вал, главную укреплённую линию на Перекопском перешейке, обороняемую частями Крымского корпуса генерала Слащёва.
7 июня 1920 года части Русской армии Врангеля прорвались из Крыма. В результате атаки конницы Русской армии, поддержанной бронеавтомобилями, был окружён и почти полностью уничтожен 9-й Латышский стрелковый полк (в числе погибших — командир полка В. Рундал), понесли серьёзные потери и другие полки Латышской стрелковой дивизии (всего за 7 июня Латышская дивизия потеряла более 1100 человек убитыми, ранеными и пленными). Ожесточённые бои в Северной Таврии затянулись до осени.
Во второй половине июня 1920 года из Москвы на Юго-Западный фронт переброшен 5-й особый Латышский стрелковый полк (его численность снова достигла примерно 2 тыс. человек). В ходе тяжёлых боёв в районе Александровска он понёс крупные потери (около 400 человек убитыми и ранеными). Затем полк вошёл в состав ударной группы, созданной для запланированного наступления Красной армии. Однако 25 июля 1920 года в результате неожиданной атаки армии Врангеля 5-й особый Латышский полк попал в окружение и в ходе ожесточённых боёв 26 июля был полностью разгромлен (около 100 бойцов и командир полка В. Павар попали в плен). Остатки 5-го особого Латышского стрелкового полка, ранее награждённого двумя Почётными Красными знамёнами, включили в состав 5-го полка Латышской стрелковой дивизии.
Летом 1920 года на правом берегу Днепра создана Правобережная группа войск 13-й армии Юго-Западного фронта, в которую вошла Латышская стрелковая дивизия. Группе поставили задачу переправиться через Днепр в районе Большой Каховки и Корсунского монастыря, а затем продолжить наступление в направлении Перекопа.
В ночь с 6 на 7 августа части латышских стрелков форсировали Днепр и взяли Большую и Малую Каховку, образовав Каховский плацдарм. Наступление латышских стрелков поддержали 52-я и 15-я стрелковые дивизии (а позднее — 51-я стрелковая дивизия), полки которых также переправились на левый берег Днепра. 12 августа 1920 года начались массированные атаки на Каховский плацдарм частей армии Врангеля, продолжавшиеся с разной периодичностью до середины октября. В самом начале этих боёв окружён и разгромлен 4-й Латышский стрелковый полк (в плен попало около 120—150 стрелков — почти все они были расстреляны). При этом во второй половине августа советские войска осуществили новую попытку наступления с Каховского плацдарма, и в нём самое активное участие приняла Латышская дивизия.
28 октября 1920 года Красная армия перешла в широкое контрнаступление, в результате которого части Русской армии отошли в Крым. В ходе преследования отступавших частей армии Врангеля 1 ноября 1920 года попал в окружение и почти полностью уничтожен 6-й Латышский стрелковый полк (погибло свыше 400 бойцов и лиц командного состава полка, часть стрелков и помощник командира полка оказались в плену).
В ночь на 8 ноября 1920 года началось новое наступление Красной армии. 15-я и 52-я дивизии, а также две бригады 51-й дивизии, позднее поддержанные 7-й и 16-й кавалерийскими дивизиями и конным отрядом махновцев, вброд перешли Сиваш и вышли в тыл обороняющих Перекоп частей армии Врангеля. 9 ноября части 51-й стрелковой дивизии заняли Турецкий вал, оставленный отступившими частями армии Врангеля, а 10 ноября — 1-ю и 2-ю линию Ишуньских (Юшуньских) позиций. 11 ноября 1920 года Латышская стрелковая дивизия (начальник дивизии — К. А. Стуцка), сменив 51-ю дивизию, атаковала 3-ю линию Ишуньских позиций. В результате эта линия была также взята. Части армии Врангеля начали отходить в южном направлении. В преследовании отступавших, вместе с другими частями Красной армии, приняла участие и Латышская дивизия. 14 ноября она заняла Евпаторию. Через несколько дней весь Крым находился в руках Красной армии.
Уже после окончания боевых действий вновь разгорелся конфликт с бывшим союзником советского командования, также недавно сражавшимся против Врангеля, — повстанческой армией Махно. 22 ноября 1920 года недалеко от Евпатории махновцами, по официальной версии, были убиты командир 2-й бригады Латышской дивизии Ф. А. Лабренцис и его ординарец.
В конце ноября и в декабре 1920 года некоторые подразделения Латышской стрелковой дивизии (в частности, 1-й и 2-й Латышские кавалерийские полки) совместно с другими частями Красной армии участвовали в операциях против повстанческой армии Махно.

### Расформирование
Исходя из условий Рижского мирного договора, заключённого между РСФСР и Латвийской Республикой, 28 ноября 1920 года издан приказ по войскам Южного фронта о расформировании Латышской стрелковой дивизии (на тот момент в дивизии числилось 17,3 тыс. человек, из них латышей — около 48 %). Фактически процесс расформирования завершился к концу декабря того же года. Личный состав бывшей Латышской дивизии частично влился в 52-ю стрелковую дивизию (с весны 1921 года — 52-я отдельная стрелковая бригада), а также в другие соединения Красной армии, в войска ВОХР и ВЧК. Остальные латышские стрелки в течение 1921 года были демобилизованы (значительная часть из них вернулась в Латвию). Всего за годы Гражданской войны 1917—1922 годов около 140 латышских стрелков награждены орденом Красного Знамени, из их рядов вышли известные советские военачальники: И. И. Вацетис, Я. Ф. Фабрициус, Ф. К. Калнин (Калниньш), Я. Я. Лацис, К. А. Стуцка, Г. Г. Бокис, К. И. Калнин, И. Я. Строд, К. А. Нейман, О. А. Стигга и другие.
В независимую Латвию вернулись не менее 11,4 тыс. бывших красных латышских стрелков. Среди них — некоторые прежние высокопоставленные руководители Красной армии и командиры Латышской стрелковой дивизии, в том числе: бывший начальник Латышской стрелковой дивизии и бывший помощник командующего Армией Советской Латвии П. Я. Авен (в Латвии он стал заместителем командира полка айзсаргов), бывший командир 5-го особого Латышского стрелкового полка, кавалер ордена Красного Знамени Я. Грегор (Грегорс). Кроме того, ещё в 1919 году бывший начальник 1-й стрелковой дивизии Армии Советской Латвии Г. Г. Мангул (Мангулис) добровольно сдался частям латвийской армии, а в 1923 году в Латвию вернулся бывший начальник военно-топографического управления Всероглавштаба Красной армии А. И. Аузан (Аузанс) (в годы Первой мировой войны он был командиром 2-й Латышской стрелковой бригады; в Латвии продолжил службу в чине генерала).
Целый ряд бывших чинов латышских стрелковых частей русской армии стали генералами и старшими офицерами латвийской армии. Так, в числе её генералов находились бывший командир 1-й Латышской стрелковой бригады (а во время «Рождественских боёв» 1916 года — командир сводной Латышской стрелковой дивизии) А. Миссин (Мисиньш), бывший командир 1-й Латышской стрелковой бригады К. Гоппер, бывший командир Латышского запасного полка Я. Францис, бывший командир латышских стрелковых полков Р. Бангерский, бывший командир 2-го Рижского полка М. Пеникис, бывший командир 6-го Туккумского полка А. Крустиньш, бывший командир батальона 5-го Земгальского полка Я. Курелис, бывший командир батальона 6-го Туккумского полка К. Беркис, бывший офицер 2-го Рижского стрелкового батальона Р. Клявиньш и другие.
В 1923 году в Латвийской Республике учреждено Общество старых латышских стрелков. Это общество объединяло бывших военнослужащих, которые несли службу в латышских стрелковых частях до октября 1917 года. В 1938 году количество членов общества достигло 3170 человек, а его отделения действовали по всей Латвии.
В 1930-е годы в Советском Союзе также имелась организация бывших латышских стрелков — при Центральном совете Осоавиахима СССР было создано Центральное бюро секций бывших латышских стрелков, которое руководило работой соответствующих секций при некоторых областных советах Осоавиахима (в 1936 году в секциях бывших латышских стрелков состояло свыше 1 тыс. членов; наиболее крупные секции находились в Москве и Ленинграде). В 1937 году общество бывших латышских стрелков в СССР ликвидировали, многие бывшие красные латышские стрелки подверглись репрессиям (в том числе были расстреляны прежние начальники Латышской стрелковой дивизии И. И. Вацетис, К. А. Стуцка, А. В. Косматов, Ф. К. Калнин).
В годы Второй мировой войны некоторые из бывших военнослужащих латышских стрелковых полков (в их числе — Р. Бангерский, К. Лобе, А. Пленснер, П. Лапайнис) участвовали в добровольческих формированиях, воевавших на стороне нацистской Германии против Красной армии.

## Белые латышские стрелки

Нагрудный знак Троицкого Латышского батальона

Во время Гражданской войны в России значительная часть бывших офицеров латышских стрелковых частей приняла участие в антибольшевистском движении. Среди них: бывший командир 1-й Латышской стрелковой бригады К. И. Гоппер (член руководства «Союза защиты Родины и свободы»; один из руководителей Ярославского восстания; генерал-майор в армии Колчака), бывший командир 1-го Усть-Двинского латышского стрелкового полка Ф. А. Бриедис (Бреде) (один из руководителей «Союза защиты Родины и свободы»; был арестован и расстрелян), один из создателей латышских стрелковых батальонов Р. К. Бангерский (генерал-майор в армии Колчака, позднее командир дивизии в войсках Российской Восточной окраины), бывший офицер Латышского стрелкового запасного батальона Т. П. Бернис (генерал-майор в Вооружённых силах на Юге России), бывший офицер Латышского запасного батальона Я. Эзериньш (участник Ярославского восстания) и другие.
В 1918 году на Урале, в Сибири и на Дальнем Востоке проживало достаточно большое количество латышских колонистов (поселенцев), переселившихся туда ещё до Первой мировой войны, а также беженцев с территории Латвии. Там же находились несколько тысяч демобилизованных из русской армии нижних чинов и офицеров-латышей (в том числе и бывших военнослужащих латышских стрелковых частей). С осени 1918 года латышские общественные деятели Урала, Сибири и Дальнего Востока стали активно продвигать идею создания латышских национальных воинских частей.
1 октября 1918 года по приказу военного министра правительства Комуча генерала Н. А. Галкина в городе Троицке Оренбургской губернии началось формирование латышского батальона. Кроме бывших военнослужащих русской армии, в его состав вошли жившие на Урале и в Сибири латыши-колонисты (поселенцы) и беженцы. Командиром Троицкого батальона стал капитан П. Дардзан (бывший офицер 1-го Усть-Двинского латышского стрелкового полка). Первоначально (до июля 1919 года) батальон нёс гарнизонную службу в городе Троицке. При этом с февраля 1919 года он подчинялся французской военной миссии при правительстве Колчака, а осенью того же года был придан Чехословацкому корпусу. Затем вместе с чехословаками бойцы батальона некоторое время охраняли железную дорогу и мосты в районе Красноярска. В условиях суровой зимы 1919—1920 годов, через Сибирь и Маньчжурию, батальон добрался до Владивостока (в июне 1920 года в составе Троицкого батальона насчитывалось 614 человек). После этого на кораблях союзников военнослужащие батальона вместе с гражданскими лицами 3 октября 1920 года прибыли в латвийский порт Лиепая.
28 октября 1920 года батальон был развёрнут в полк и стал именоваться как Латвийский стрелковый (Троицкий) полк (его включили в состав Пограничной дивизии). В декабре 1920 года подразделения полка разместили в Лудзе, Краславе и Резекне. В январе 1922 года полк переформировали в батальон, который вошёл в состав 10-го Айзпутского пехотного полка латвийской армии.
Осенью 1918 года латышские общественные деятели Дальнего Востока договорились с представителями Франции о создании латышской воинской части с подчинением её французскому военному командованию в России. Формирование латышского полка началось 14 ноября 1918 года во Владивостоке. Первым его командиром стал полковник Я. Курелис (бывший командир батальона 5-го Земгальского латышского стрелкового полка). В декабре 1918 года полк получил название в честь средневекового ливского героя Иманта (Имаута), сражавшегося с немецкими крестоносцами.
Имантский полк комплектовался из добровольцев. Были открыты призывные пункты в целом ряде городов Урала, Сибири и Дальнего Востока: в Перми, Екатеринбурге, Челябинске, Петропавловске, Омске, Ново-Николаевске, Барнауле, Томске, Красноярске, Иркутске, Чите, Владивостоке и Харбине. Полк состоял из двух батальонов (в каждом по 3 роты или сотни), в середине 1919 года также созданы несколько полковых команд и унтер-офицерская школа. На 15 декабря 1919 года в Имантском полку числилось 84 офицера и военных чиновника и 1045 стрелков. Бо́льшая часть офицеров и около четверти нижних чинов полка ранее служили в латышских стрелковых частях.
Французская военная миссия взяла на себя расходы по снабжению и вооружению Имантского полка. Военнослужащие этого полка несли караульную службу во Владивостоке, осуществляли перегрузку и транспортировку различного военного имущества, патрулировали улицы города в составе контингента международной военной полиции (кроме военнослужащих латышского полка, в патрулировании города Владивостока также принимали участие чехословацкие, сербские, французские, канадские, американские, японские и итальянские военнослужащие).
В феврале — июне 1920 года полк был переправлен пароходами с Дальнего Востока в Латвию, последняя группа чинов полка отправилась на родину во второй половине июня 1920 года вместе с военнослужащими Троицкого батальона. 1 августа 1920 года полк расформировали — часть военнослужащих демобилизовали, остальных зачислили в различные части латвийской армии.

## Начальники Латышской стрелковой дивизии
- И. И. Вацетис (13 апреля — 17 июля 1918 года)
- А. В. Косматов (исполняющий обязанности, 18—25 июля 1918 года)
- П. Я. Авен (25 июля 1918 года — 11 января 1919 года)
- Г. Г. Мангул (Мангулис) (12 января — 26 марта 1919 года)[комм. 32]
- А. А. Мартусевич (27 марта — 20 октября 1919 года)
- Ф. К. Калнин (Калниньш) (20 октября 1919 года — 4 июля 1920 года)
- Я. Я. Лацис (4—15 июля 1920 года)
- К. А. Стуцка (15 июля — 28 ноября 1920 года)[5]

## Латышские стрелки в художественной литературе
- Александр Чакс — сборник поэм о латышских стрелках «Осенённые вечностью» (части 1—2, 1937—1939 годы).

## Латышские стрелки в изобразительном искусстве

Памятник латышским стрелкам в Риге

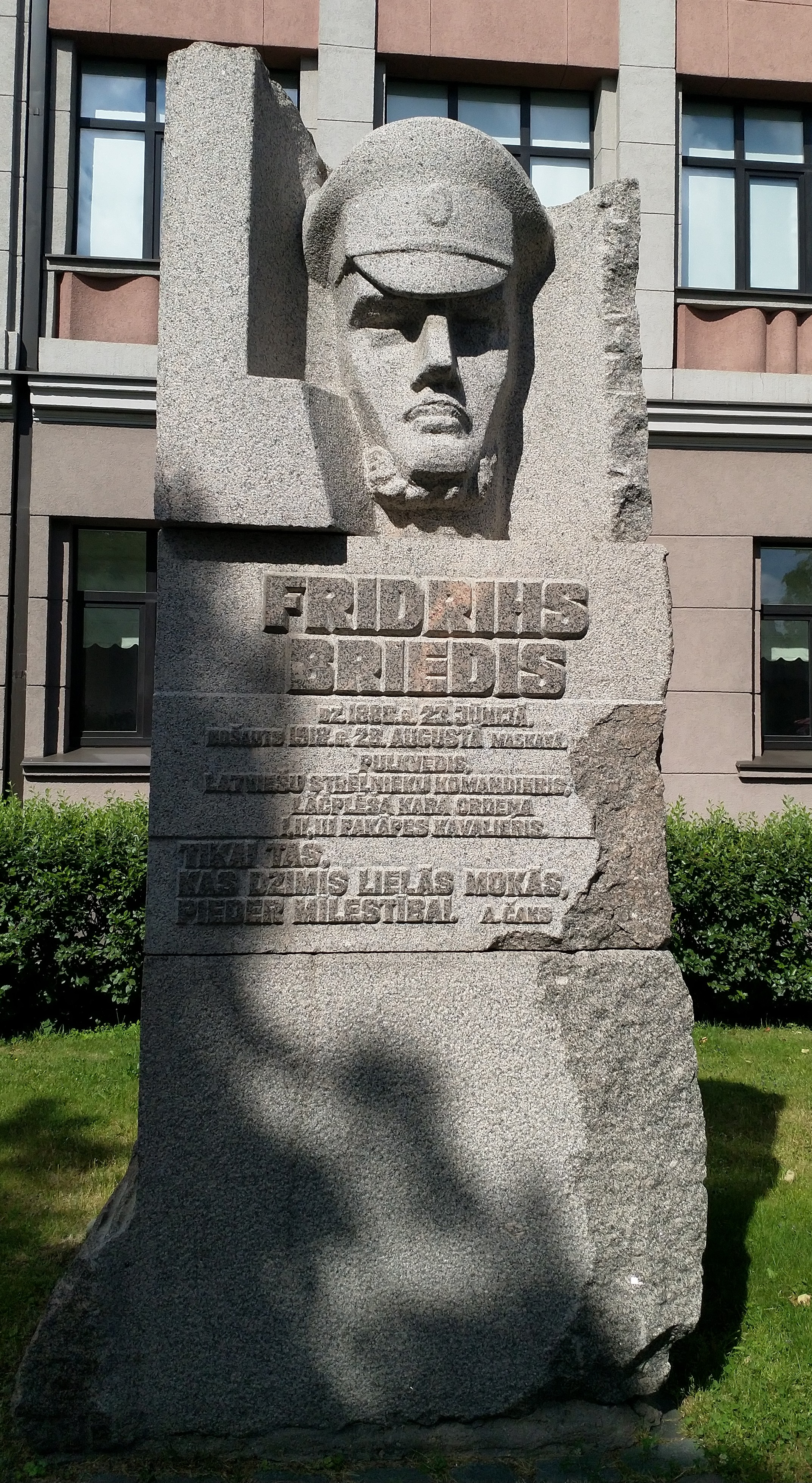
Памятник командиру полка латышских стрелков Фридриху Бриедису в Риге

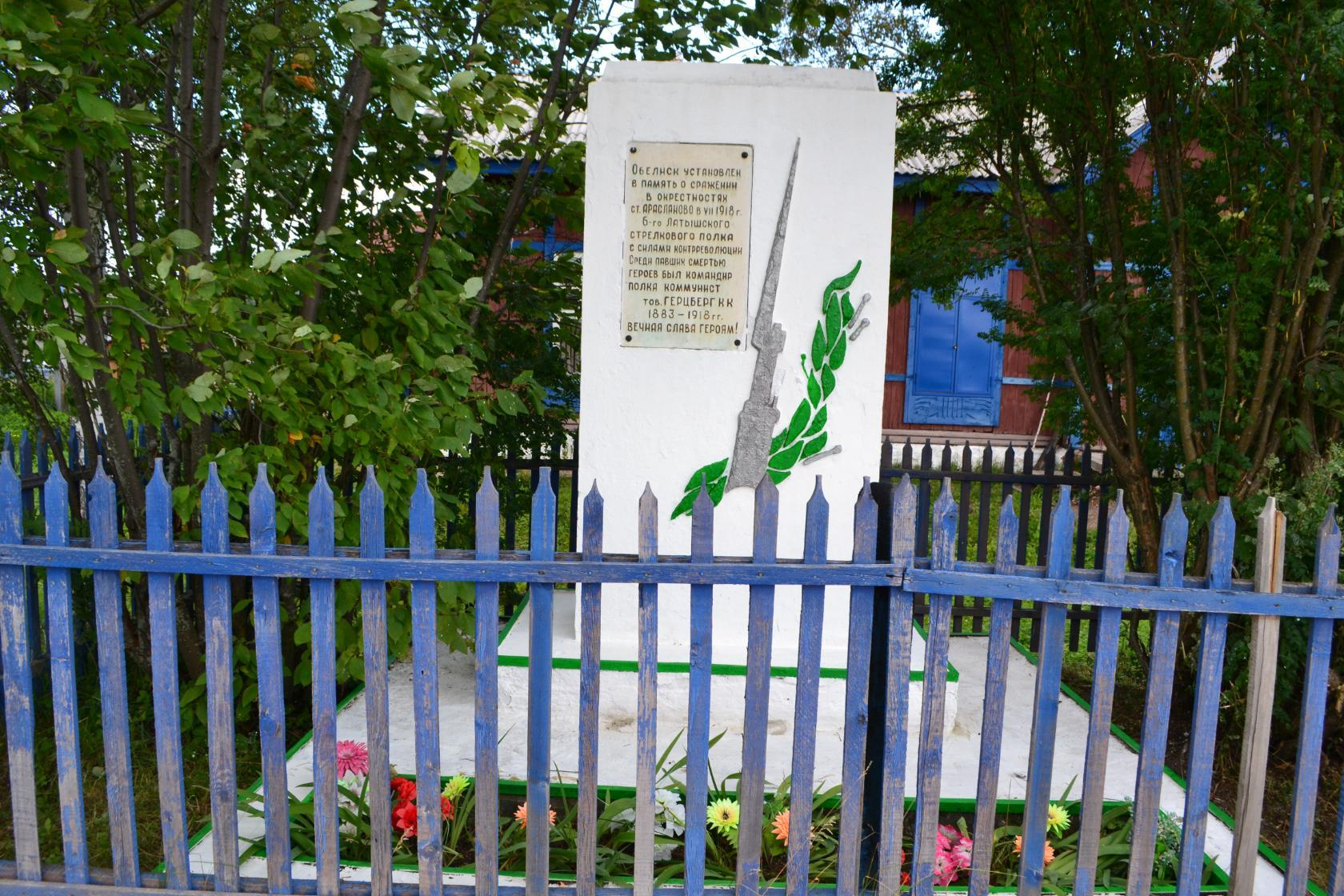
Обелиск на территории железнодорожной станции Арасланово в Челябинской области, посвящённый 6-му (Торошинскому) латышскому стрелковому полку

- Памятник латышским стрелкам (Рига; скульптор В. Албергс, архитекторы Д. Дриба и Г. Лусис-Гринбергс). Открыт в 1971 году[166].
- Памятник командиру полка латышских стрелков Ф. Бриедису в Риге[167].
- Памятный знак латышским стрелкам (Санкт-Петербург; скульптор А. А. Маргарян)[168][169]. Установлен частной компанией в 2016 году во дворе дома № 17, корпус 1, по улице Латышских Стрелков. Снесён 22 января 2021 года[170].
- Памятный знак на месте гибели Ф. А. Лабренциса в городе Саки (Россия) — объект культурного наследия регионального значения[139].
- Язепс Гросвалдс — цикл картин «Латышские стрелки» (1916—1917)
- Густав Клуцис — фотомонтаж «Атака. Латышские стрелки» (1918)
- Индулис Зариньш, народный художник СССР — триптих «Солдаты революции» (1962—1965), «Легенда» (1971), «Знамя стрелков» (1980)
- Янис Земитис — картина «Гроза миновала» (Ленин и красные латышские стрелки после подавления мятежа левых эсеров). Холст, масло, 1969.
- Андрейс Германис — «Стражи революции» (красные латышские стрелки в Кремле). Холст, масло, 1970.
- Гунтис Струпулис — «Беседа» (Ленин и красные латышские стрелки). Холст, масло, 1970.
- 1 августа 2015 года президент Латвии Раймондс Вейонис открыл мемориальную доску в честь латышских стрелков на здании Организационного комитета латышских стрелковых батальонов в городе Риге (улица Тербатас, дом № 1/3), созданную художником Глебом Пантелеевым[171].

## Фильмография
Художественные фильмы:
- «Повесть о латышском стрелке», режиссёр Павел Арманд, 1958 год
- «Заговор послов», режиссёр Николай Розанцев, 1965 год
- «Шестое июля», режиссёр Юлий Карасик, 1968 год
- «Души в снежном вихре», режиссёр Дзинтарс Драйбергс[латыш.], 2019 год

Документальные фильмы:
- «Латышские стрелки», режиссёр Герман Шулятин, 1964 год
- «Седая гвардия», режиссёр Герц Франк, 1977 год[5]
- «Созвездие стрелков», режиссёр Юрис Подниекс, 1982 год
- «Каратели. Правда о латышских стрелках» — Россия, режиссёр Алексей Китайцев, 2007 год[172]
- «Восемь звёзд» — Латвия, режиссёр Асколдс Саулитис[латыш.], 2017 год

## Музыка
- Песни стрелков (группа Vilki) — «Stobri jau karsti», «Dzeloņdrātis», «Uz priekšu latvieši».
- В 2000 году латвийская группа Skyforger выпустила альбом «Latviešu strēlnieki» («Латышские стрелки»).

## Память о латышских стрелках

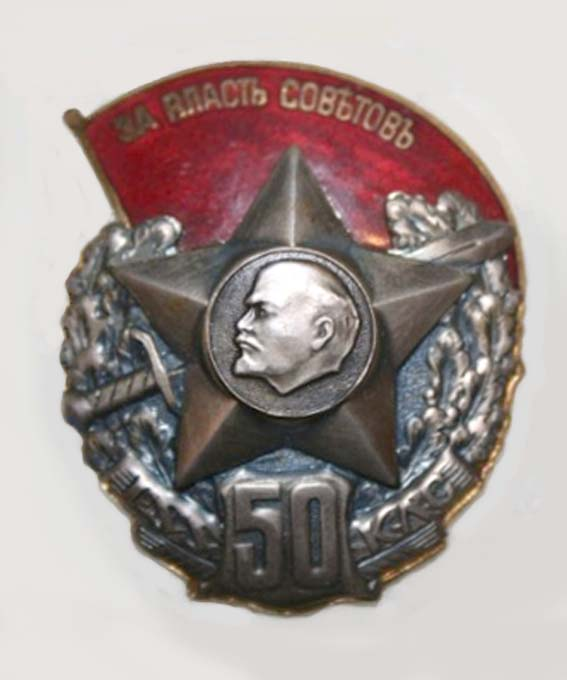
Памятный нагрудный знак «Латышский красный стрелок».
1967 год

- Площадь Латышских Стрелков в Риге, на которой им установлен памятник.
- Улица Юкума Вациеша[латыш.] (улица Иоакима Вациетиса[174]) в Риге, получившая в 1983 году название в честь советского военачальника И. И. Вацетиса.
- Улица Пулквежа Бриежа (улица Полковника Бриедиса[167]) в Риге, названная в честь полкового командира латышских стрелков Фридриха Бриедиса (кроме того, в целом ряде других городов Латвии также имеются улицы, названные его именем).
- Улица Латышских Стрелков в Санкт-Петербурге.
- Улица Латышских Стрелков и микрорайон Юдино в Казани.
- Улица Латышских Стрелков в Орле.
- Один из первенцев советского авиастроения — пассажирский самолёт АК-1 «Латышский стрелок»[175].
- Танковая колонна «Латышский стрелок», переданная в 1942 году 246-й танковой бригаде Красной Армии правительственной делегацией Латвийской ССР (колонна была построена на средства эвакуированных жителей Латвийской ССР и военнослужащих латышских национальных частей Красной армии)[176].
- 68-я гвардейская мотострелковая Севастопольская Краснознамённая дивизия имени Латышских стрелков.

## Захоронения
- Братское кладбище в Риге (мемориальный ансамбль, воинские захоронения).
- Братские могилы возле хутора Трушели близ посёлка Кекава (Латвия).
- Воинское кладбище в посёлке Катлакалнс Кекавской волости Кекавского края (Латвия).
- Захоронение нескольких латышских стрелков на Марсовом поле в Санкт-Петербурге (Россия)[97].
- Могила Ф. А. Лабренциса (объект культурного наследия регионального значения) в Евпатории (Россия).
- Воинское кладбище в деревне Волчьи Ямы Сосковского района Орловской области (Россия).
- Захоронение в селе Лаврово Орловской области (Россия).
- Братская могила западнее деревни Федотово Кромского района Орловской области (Россия).
- Воинская могила в деревне Должонки Сосковского района Орловской области (Россия).
- Захоронение в деревне Скреблово Лужского района Ленинградской области (Россия).
- Захоронение в городе Сясьстрой Ленинградской области (Россия).
- Захоронение в городе Череповце Вологодской области (Россия).

## Комментарии
1. ↑  В октябре 1915 года издан приказ начальника Штаба Верховного главнокомандующего № 167 о переформировании 1-го и 2-го сводных Усть-Двинских батальонов, личный состав которых преимущественно состоял из латышей, соответственно в 5-й и 6-й Латышские стрелковые батальоны.
2. ↑  Во времена Российской империи его имя и фамилия по-русски писались как Ян Гольдман.
3. ↑  Первоначально предполагалось, что латышские добровольческие дружины будут приданы некоторым частям русской армии. Их бойцы должны были осуществлять разведку и вести партизанские действия в тылу германских войск, а также служить связными, проводниками и переводчиками. Однако в итоге принято решение формировать самостоятельные воинские части.
4. ↑  Помимо этого, первоначально при каждом батальоне состояла запасная рота для обучения новобранцев, позднее был сформирован отдельный Латышский запасный батальон.
5. ↑  В их число входили следующие чиновники: старший и младший врачи, казначей-квартермистр, делопроизводитель по хозяйственной части, фельдшер, имеющий классный чин, и заведующий оружием (оружейный мастер), имеющий классный чин.
6. ↑  Следует различать Малое Тирельское болото (Мазтирелиспурвс[латыш.]) к востоку от реки Лиелупе между Бабитским озером и современным городом Олайне (прежнее название — Олай) и Большое Тирельское болото (ныне Большое Кемерское болото[латыш.]) к западу от реки Лиелупе. На русских картах времён Первой мировой войны первое болото — часто оставалось безымянным или именовалось как болото Тируль, второе — однозначно носило такое же название — болото Тируль.
7. ↑  В августе 1915 года Северо-Западный фронт разделён на Северный и Западный фронты.
8. ↑  В январе 1917 года приказом начальника Штаба Верховного главнокомандующего № 155 в штат каждого латышского стрелкового полка (кроме запасного) добавили учебную команду (для подготовки унтер-офицеров).
9. ↑  В июле 1917 года левое крыло СДЛК объединилось с местной организацией РСДРП(б) в партию Социал-демократия Латвии (СДЛ), которая с марта 1919 года именовалась Коммунистической партией Латвии (КПЛ).
10. ↑  Латышские стрелки голосовали за список большевиков в том числе и потому, что в этом списке, помимо прочих, были кандидаты-латыши — Пётр Стучка, Ивар Смилга, Карл Петерсон и другие.
11. ↑  Позднее находившийся здесь отряд латышских стрелков был развёрнут в Торошинский латышский стрелковый полк. В марте — июне 1918 года он охранял демаркационную линию между советскими и германскими войсками восточнее и северо-восточнее Пскова. Затем полк перебросили на Урал, где в июле в боях около станции Арасланово он понёс тяжёлые потери. В октябре 1918 года его бойцы влились в состав 4-го Латышского стрелкового полка.
12. ↑  Помимо 9-го Латышского полка, весной — летом 1918 года гарнизонную службу в Москве несли также стрелки 1-го, 2-го, 3-го, 4-го Латышских полков и некоторые другие подразделения Латышской стрелковой дивизии (они охраняли здания Высшего военного совета, Народного комиссариата по военным делам, Московского военного комиссариата, различные военные и продовольственные склады).
13. ↑  Особенностью Латышской стрелковой дивизии на тот момент было наличие в ней сразу двух комиссаров с одинаковыми правами: один из них назначался Народным комиссариатом по военным делам РСФСР, другой — избирался Исколастрелом. Кроме того, в дивизии до середины 1919 года сохранялись выборные солдатские (стрелковые) комитеты, имевшие широкие полномочия.
14. ↑  Реорганизацией латышских полков занимался Исколастрел, который тогда имел право назначать командиров полков и бригад. Позднее его функции были сужены до административного и хозяйственного контроля. Исколастрел упразднили в июле 1919 года, передав его полномочия политотделу Латышской стрелковой дивизии.
15. ↑  Запись в личном дневнике Николая II от 25 апреля 1918 года (дата в дневнике указана по старому стилю):

25 апреля. Среда.

Встали к 9 час. Погода была немного теплее — до 5°+. Сегодня заступил караул, оригинальный и по свойству, и по одежде. В составе его было несколько бывших офицеров, и большинство солдат были латыши, одетые в разные куртки, со всевозможными головными уборами…
16. ↑  В подавлении восстания принимали также участие курсанты военных школ, некоторые подразделения московского гарнизона, отряды рабочих и бойцы интернационального отряда под командованием Белы Куна.
17. ↑  В казанском гарнизоне находились и некоторые подразделения 1-го Латышского революционного полка, не входившего в состав Латышской стрелковой дивизии (полк был создан в Симбирске на основе бывшего Александровского латышского отряда и батальона латышских стрелков).
18. ↑  Следует различать командира 5-го Латышского стрелкового полка И. П. Бриедиса, сдавшегося в плен отряду Каппеля, и его однофамильца, бывшего командира 1-го Усть-Двинского латышского стрелкового полка Ф. А. Бриедиса, расстрелянного большевиками в 1918 году.
19. ↑  Несколько ранее, в августе 1918 года, в боях недалеко от Казани погибли командир 3-й Латышской стрелковой бригады Я. А. Юдин и председатель Исколастрела Ю. Заринь.
20. ↑  Помимо этого, с конца апреля по сентябрь 1918 года 7-й Латышский стрелковый полк и 2-й Петроградский латышский кавалерийский эскадрон охраняли советско-финскую границу на Карельском перешейке.
21. ↑  Этой бригаде были дополнительно приданы сформированные в основном из латышей части, ранее не входившие в Латышскую стрелковую дивизию: Саратовский Латышский полк особого назначения, Витебский Латышский советский кавалерийский полк, Пензенский латышский кавалерийский эскадрон, Тамбовская латышская колонна.
22. ↑  Бо́льшая часть территории Латвии, в том числе и Рига, на этот момент ещё находились под немецкой оккупацией.
23. ↑  В середине мая 1919 года Армия Советской Латвии насчитывала 45,3 тыс. человек.
24. ↑  При отступлении большое количество бойцов армии Советской Латвии дезертировало, многие из них позднее вступили в латвийскую национальную армию. В июле 1919 года 2-я стрелковая дивизия армии Советской Латвии была расформирована, значительная часть её личного состава вошла в воссозданную Латышскую стрелковую дивизию. Кроме того, в состав дивизии влились бойцы Витебского полка ВЧК, преимущественно состоявшего из латышей.
25. ↑  А до этого, в начале августа 1919 года, в обороне Минска от наступавшей польской армии участвовал 9‑й Латышский стрелковый полк, приданный 52‑й стрелковой дивизии.
26. ↑  5-й особый Латышский стрелковый полк состоял при Полевом штабе Реввоенсовета РСФСР в Москве (а ранее — в Серпухове); в августе — сентябре 1919 года на основе бывшего Рижского отдельного коммунистического батальона создан ещё один 5-й Латышский стрелковый полк (без приставки «особый»), непосредственно входивший в состав Латышской стрелковой дивизии.
27. ↑  Первоначально именовалась группой начальника 52-й стрелковой дивизии, а затем Каховской группой.
28. ↑  Первая попытка создать плацдарм для дальнейшего наступления в районе Большой и Малой Каховки и Корсунского монастыря была предпринята Красной армией ещё в начале июля 1920 года.
29. ↑  2-й Латышский кавалерийский полк был сформирован в июле 1920 года.
30. ↑  В различных источниках батальон именуется как: 1-й Отдельный Троицкий Латышский батальон, Троицкий латышский стрелковый батальон или просто Латышский (Троицкий) батальон. При этом в латвийской историографии он чаще всего упоминается под названиями 1-й Латвийский освободительный батальон и Троицкий батальон.
31. ↑  За различные преступления с момента создания воинской части и до конца 1919 года из полка отчислили около 300 человек, кроме того, в феврале 1920 года из расположения полка с оружием дезертировали две роты солдат.
32. ↑  Фактически был начальником только 1-й стрелковой дивизии Советской Латвии (именно так с 12 января по 25 июня 1919 года называлась Латышская стрелковая дивизия).